# Militarizzazione della polizia

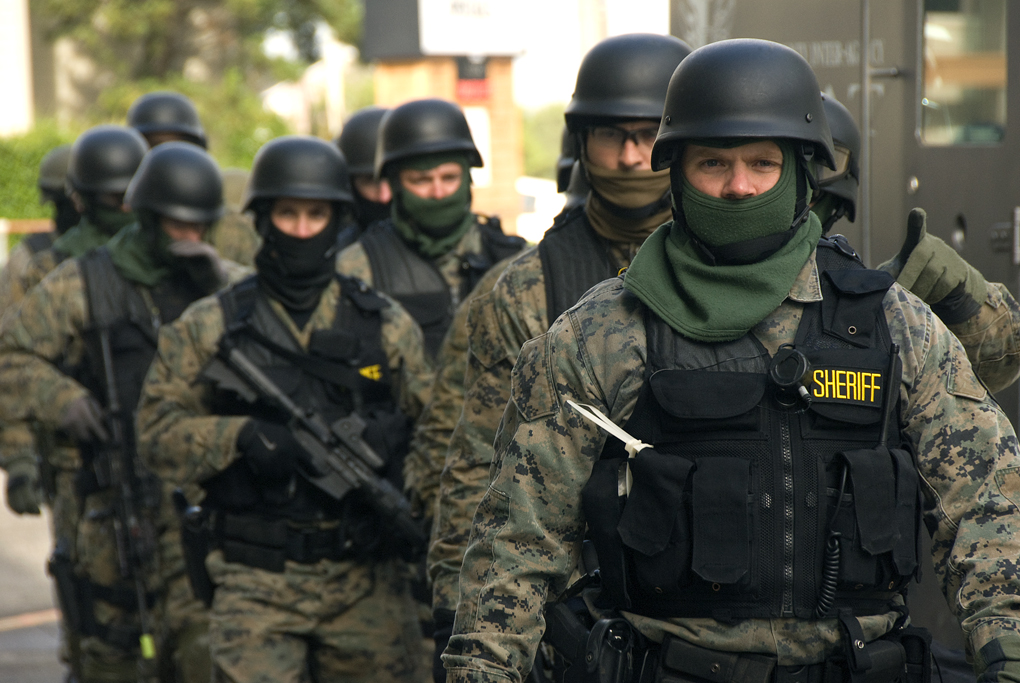
Membri di unità SWAT, alcuni armati di fucile d'assalto, prima di un'esercitazione

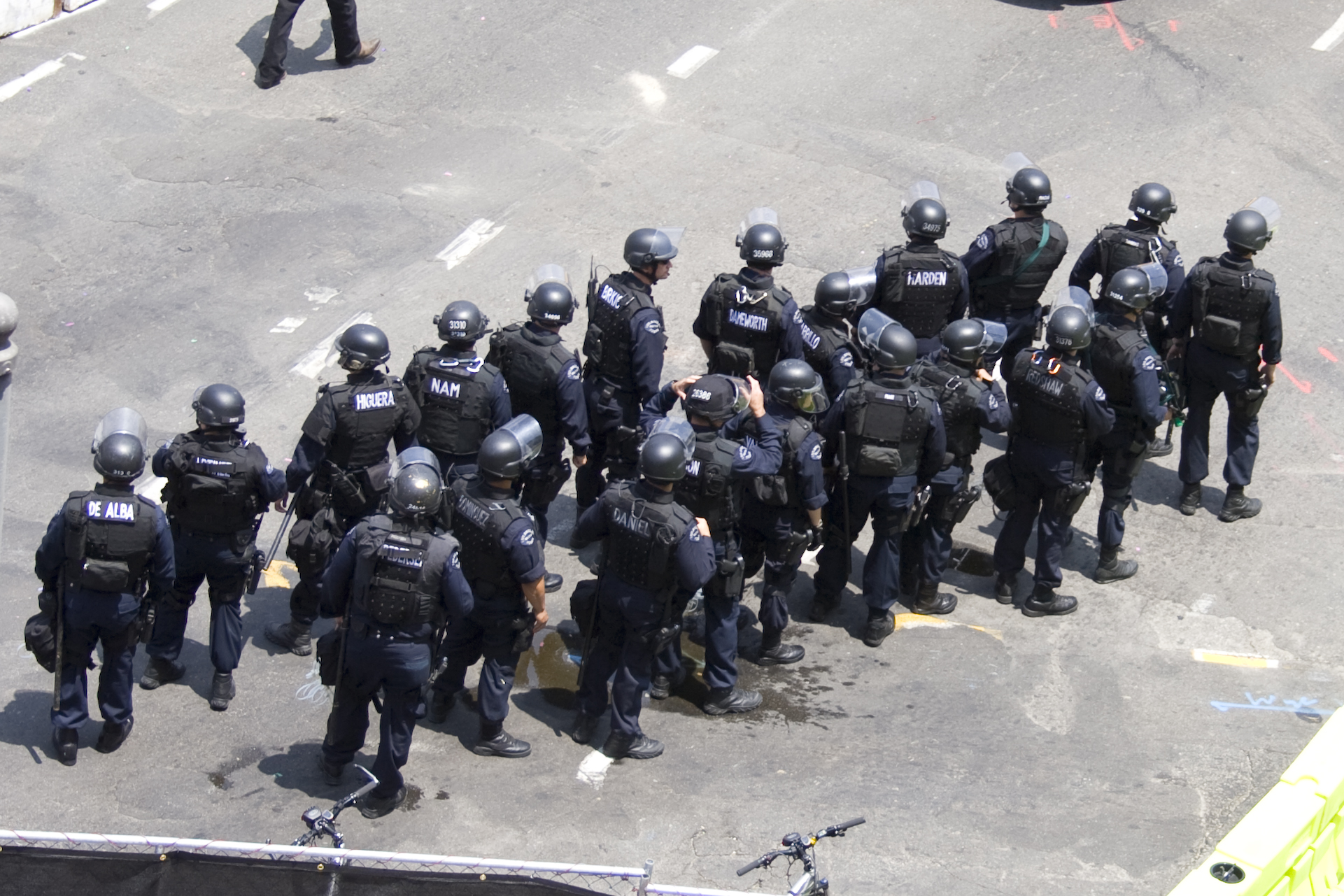
Un grosso gruppo di agenti Los Angeles Police Department (LAPD) SWAT con attrezzatura tattica ad una sfilata dei Lakers nel 2009

La militarizzazione della polizia (talora definita "paramilitarizzazione") è l'uso di equipaggiamento e tattiche militari da parte di agenti di polizia. Vi rientra l'uso di veicoli trasporto truppe (APC), fucili d'assalto, mitra, granate stordenti, fucili di precisione, e squadre SWAT. La militarizzazione dell'attività di polizia è associata anche alla raccolta d'informazioni di tipo spionistico nei confronti delle persone comuni e degli attivisti politici e con uno stile più aggressivo nei compiti d'istituto. Il professore di diritto penale Peter Kraska ha definito la militarizzazione della polizia come "il processo in cui la polizia civile si ispira sempre più ai principi del militarismo e del modello militare e si adegua ad essi".
Alcuni osservatori hanno notato la militarizzazione dei servizi per le manifestazioni. Dagli anni 1970 la polizia antisommossa spara ai manifestanti con proiettili di gomma o di plastica. Il gas lacrimogeno, che fu sviluppato dallo United States Army per controllare le sommosse nel 1919, è tuttora largamente usato contro i manifestanti. L'uso di gas lacrimogeno in guerra è proibito da vari trattati internazionali, firmati dalla maggior parte degli Stati; nondimeno, ne è permesso l'uso di polizia o militare per situazioni di politica interna o di non-combattimento.
Sono state espresse preoccupazioni sulla militarizzazione della polizia da entrambe le sponde dello spettro politico statunitense, e sia il liberista Cato Institute sia la American Civil Liberties Union (ACLU) muovono critiche alla pratica. Il Fraternal Order of Police si è pronunciato in favore dell'assegnazione alla polizia di equipaggiamento militare, sostenendo che aumenta la sicurezza degli agenti e consente loro di proteggere la popolazione e altri addetti ad operazioni di emergenza (ad esempio, vigili del fuoco e personale del soccorso sanitario). Tuttavia, uno studio del 2017 mostrava che le forze di polizia che ricevevano equipaggiamento militare avevano maggior probabilità di contatti violenti con la popolazione, indipendentemente dai tassi di criminalità delle varie zone. L'anno successivo, un altro studio rilevò che le unità di polizia militarizzate negli Stati Uniti erano schierate più spesso nelle comunità con ampie quote di afroamericani, anche dopo aver controllato i tassi di criminalità locale.
Molti Paesi (tra cui l'Italia) hanno almeno una gendarmeria, che è una forza militare con compiti di polizia tra la popolazione civile.
La Francia classifica "armi di forza intermedia" alcune armi, come lo LBD 40, versione adattata del lanciagranate svizzero B&T GL06, utilizzato in situazioni di ordine pubblico o contro individui singoli in interventi più specifici.
Pur non avendo la piena potenza di armi militari, alcune armi sono più pesanti delle normali dotazioni di polizia e sono ancora letali. Spesso vengono indicate con la definizione "letalità limitata".

## Brasile

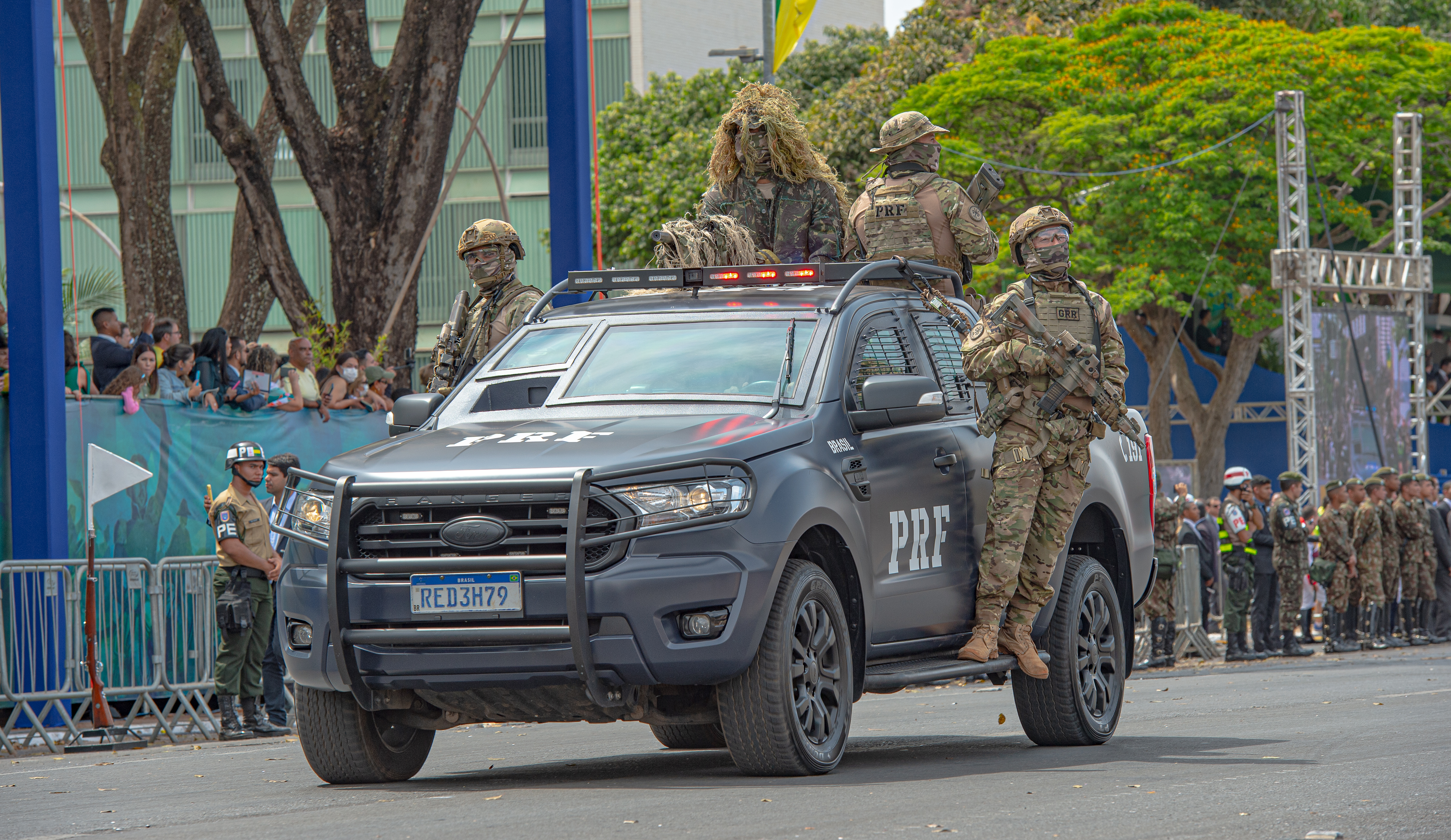
Una squadra tattica della Polícia Rodoviária Federal brasiliana nella parata dell'Indipendenza 2022

Nel 2013 "… il Brasile vide dimostrazioni in tutto il Paese contro la mancanza di servizi elementari in uno Stato che stava spendendo miliardi per la Coppa del mondo e le Olimpiadi. L'impreparata e impulsiva polizia reagì in un modo che traumatizzò i manifestanti, in gran parte della classe media. Gli agenti, usando armi "non letali" come spray al peperoncino e pallottole di plastica e vestiti come ninja da capo a piedi, arrestarono indiscriminatamente sia violenti 'black bloc', noti per le loro tecniche quasi da guerriglia e le idee anarchiche, sia manifestanti non violenti che sfilavano pacificamente." Di conseguenza, "... si diffusero ovunque e rimangono uno dei retaggi della Coppa del Mondo appelli per la de-militarizzazione della polizia — da parte di movimenti sociali, organizzazioni non governative, e perfino da parte di segmenti della polizia stessa". La  "... polizia militare [brasiliana] oggi, benché non sia ufficialmente una componente delle forze armate, rimane un'istituzione con una rigida gerarchia militare, addestramento che conserva un'ideologia militare, e pratiche che spesso ricordano [quelle di] forze di occupazione alla conquista di territori nemici".
Le unità che intervennero alle manifestazioni erano polizia antisommossa, unità specializzate nei servizi di ordine pubblico. La polizia militare è una forza ausiliaria e di riserva dell'esercito, agli ordini dell'Ispettorato generale della polizia militare, che a sua volta appartiene al Comando operazioni terrestri. Ma, in tempo di pace, il governatore di ciascuno Stato [federato] funge da comandante in capo di Polizia e Corpo dei Vigili del Fuoco, secondo la Costituzione del Brasile, articolo 164, 6° paragrafo, in cui si dice che "Polizia Militare e Vigili del Fuoco, forze ausiliarie e di riserva dell'Esercito, sono subordinati, con la Polizia Civile, ai governatori di Stato e Distretto Federale."
Anche la Polícia Rodoviária Federal (PRF) è stata criticata per la creazione di squadre tattiche nel corso dell'amministrazione Bolsonaro, durante un processo che da alcuni è stato visto come una militarizzazione della forza, avvenuta per motivi politici. In tale periodo, le squadre tattiche PRF divennero note per la partecipazione a due importanti operazioni. La prima, volta alla cattura di criminali che avevano progettato una serie di clamorose rapine bancarie in tutto il Paese, conosciuti come Novo Cangaço, si concluse con la morte di 26 sospetti dopo un'incursione a Varginha, ottobre 2021. La seconda, un colpo di mano in collaborazione con il BOPE nella favela Villa Cruzeiro di Rio de Janeiro, fece 23 morti, compreso uno sfortunato passante. Flávio Dino, Ministro della giustizia dell'amministrazione Lula che si avvicendò al governo Bolsonaro, tentò di ristrutturare l'organizzazione, menzionando le controversie relative alle elezioni del 2022 e affermando che esso aveva "deviato" dal suo ruolo principale, e ciò imponeva una "depoliticizzazione".

## Canada

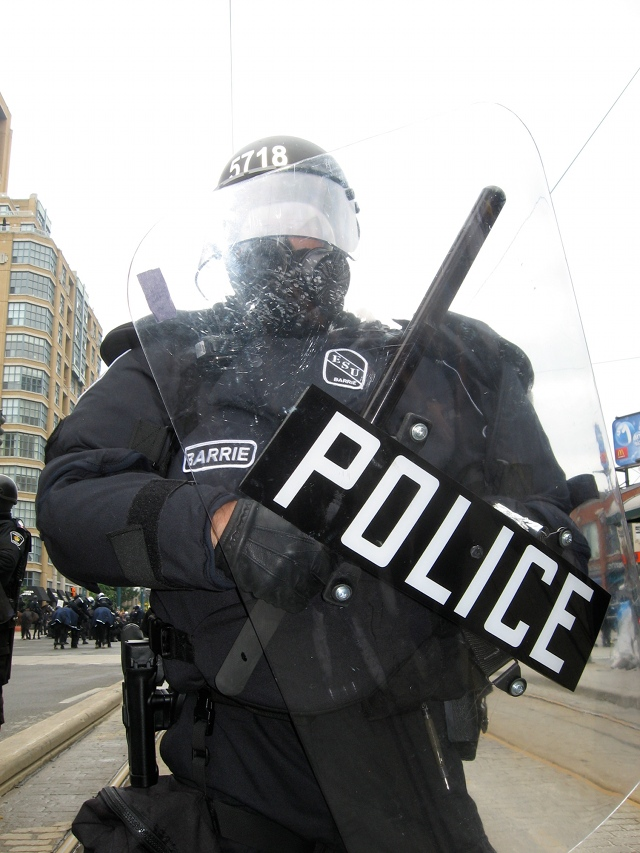
Un agente della polizia di Barrie con equipaggiamento antisommossa durante le manifestazioni in occasione del G20 2010 a Toronto

Il giurista canadese Michael Spratt scrisse, "... è indubbio che gli agenti di polizia canadesi a volte assomiglino di più a mercenari post-apocalittici che a protettori della pace. I nostri servizi di polizia nel tempo si sono dotati sempre più di giocattoli da guerra — una pericolosa tendenza che ha ricevuto poche analisi critiche da parte degli organi d'informazione tradizionali." Sempre più corpi di polizia canadese hanno acquistato veicoli blindati negli ultimi anni. Nel 2010 l'Ottawa Police Service comprò, per 340 000 dollari, un APC Lenco G3 BearCat, che ha "carrozzeria blindata in acciaio militare dello spessore di mezzo pollice, vetri balistici calibro .50, pavimenti resistenti alle esplosioni, bocche da fuoco progettate su misura e... una torretta sul tetto."
Le manifestazioni di protesta in occasione del G20 2010 a Toronto dimostrarono che la militarizzazione dei servizi di ordine pubblico non sta avvenendo solo negli Stati Uniti. La polizia a Toronto usò un cannone sonoro, cioè un Long Range Acoustic Device (LRAD) — un'arma sviluppata per i conflitti in Medio Oriente — oltre a barriere, arresti preventivi e reparti antisommossa. Secondo Kevin Walby, assistente professore di diritto penale presso l'Università di Winnipeg, "l'aspetto più interessante della militarizzazione della polizia è in realtà sul lato strategico"; la polizia si sta "sempre più addestrando con tattici di stile militare, specialmente quando si tratta di situazioni come controllo della folla e, sempre più, sorveglianza".
Il 3 giugno 2015 fu rivelato che "gli agenti RCMP hanno iniziato a portare palesemente mitra MP5 sulla Collina del Parlamento nell'ambito di un visibile aumento della protezione di quel sito dopo l'attacco terroristico nell'ottobre" del 2014. Il senatore conservatore Vern White, già agente RCMP e già capo della polizia di Ottawa, dice "... alcuni agenti RCMP che sorvegliano Parliament Hill contro potenziali attacchi terroristici dovrebbero essere armati di fucili simili a quelli portati dalle truppe canadesi in Afganistan [,]" il "... più potente C8 [che è] apprezzato dalle squadre tattiche di polizia e dalle truppe canadesi e altre NATO". White sostiene che le carabine C8 darebbero agli agenti un raggio di tiro più lungo rispetto ai mitra MP5 con la canna corta. "La RCMP sta distribuendo più di 2 200 carabine C8 ai suoi agenti [,]" ma la RCMP non ha indicato se i C8 saranno assegnati agli agenti che presidiano Parliament Hill.
L'uso di veicoli blindati "ex militari" da parte di RCMP e altre forze di polizia di tutto il Paese è criticato da avvocati e professori poiché è facile che tali mezzi mandino all'opinione pubblica un messaggio sbagliato. Secondo il già citato Michael Spratt, il denaro impiegato per comprare quei veicoli potrebbe essere speso meglio in attività di prevenzione dei reati.

## Colombia

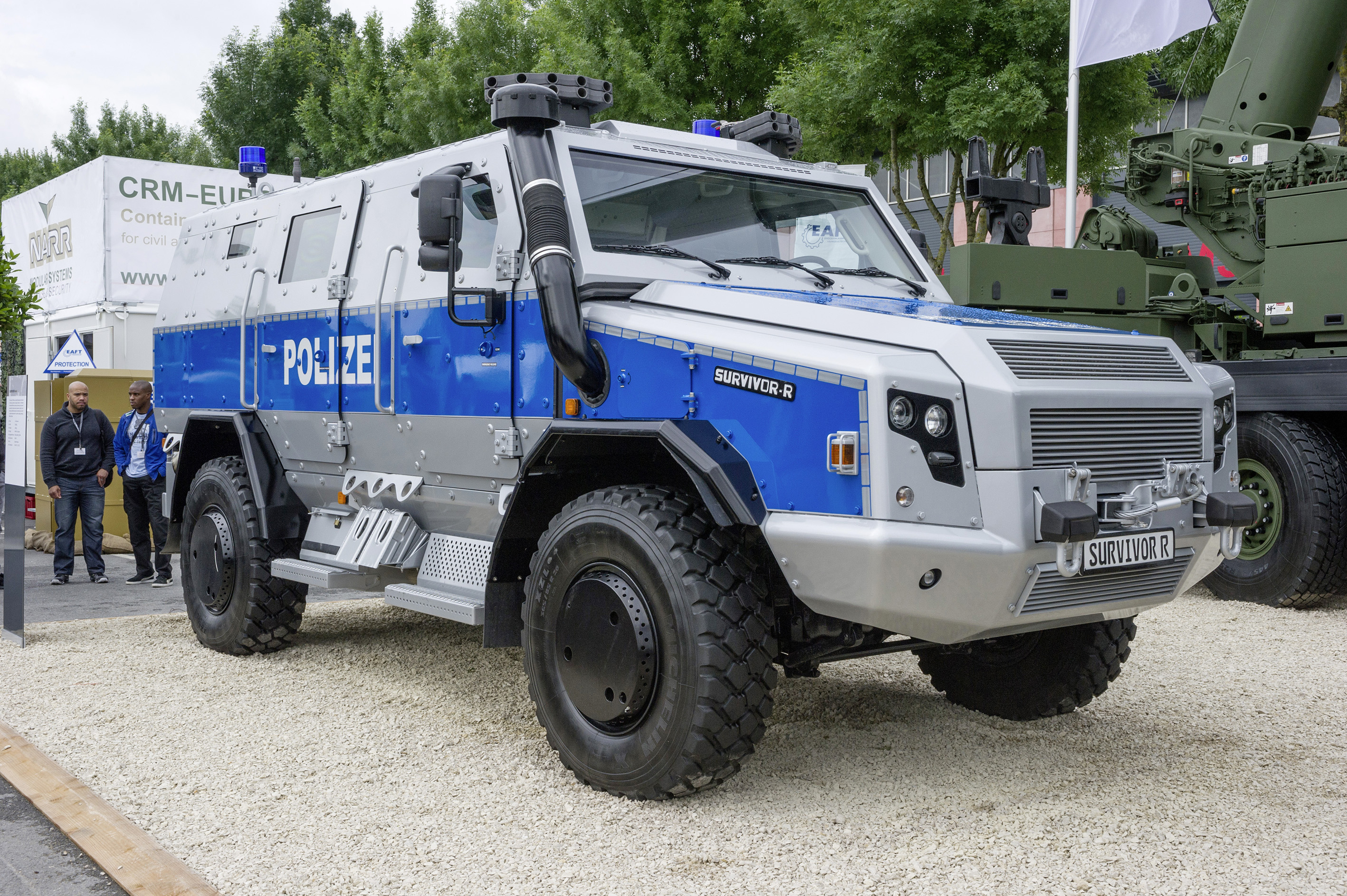
Un Survivor R verniciato in blu-argento per la polizia della Renania Settentrionale-Vestfalia (Germania) in esposizione ad Eurosatory 2016

"Dal 1999, un programma da otto miliardi di dollari in Colombia ha visto il dispiegamento massivo di militari e forze di polizia militarizzate sia per impedire il traffico illegale di droga sia per contrastare i gruppi guerriglieri di sinistra". Questa assistenza "favorisce la militarizzazione per affrontare la criminalità organizzata". A causa di questa iniziativa politica USA, "le forze civili … hanno sempre più ricevuto un addestramento militare, suscitando preoccupazioni per violazioni dei diritti umani e per uso eccessivo della forza, ed anche per impreparazione nella gestione di proteste locali — preoccupazioni sorprendentemente simili a quelle che provengono da Ferguson (Missouri)".

## Francia
Dopo le sparatorie di Charlie Hebdo la polizia francese iniziò a fornire agli agenti armi più pesanti della pistola d'ordinanza SIG Sauer SP 2022. In precedenza le armi più pesanti venivano assegnate solo a reparti di élite, ma ora anche unità come le brigate anticrimine ricevono fucili d'assalto H&K G36. Nel primo anno da quando sussiste questa distribuzione più generalizzata, 18 volte su 19 queste armi hanno sparato accidentalmente.
Le Compagnies Républicaines de Sécurité, che sono reparti antisommossa in seno alla Police nationale (civile), sono dotate di granate classificate tra le armi da guerra in Francia. Benché l'uso di gas per scopi militari sia proibito da una Convenzione di Ginevra, sottoscritta anche dalla Francia, non sussiste alcuna restrizione per il loro uso civile.
Nel 2021, ispirandosi al modello della Gendarmerie nationale (corpo militare), il Ministro francese dell'interno Gérald Darmanin espresse l'intenzione di aumentare da 5 000 a 30 000 l'organico di riservisti della polizia, per "ricreare legami" tra le forze di polizia. Si verificò durante le proteste contro la Loi pour une sécurité globale préservant les libertés ("Legge di sicurezza globale").

## Germania
Nel 2016 la Germania introdusse una nuova unità speciale, la BFE+ (Beweissicherungs- und Festnahmeeinheit, cioè Unità di recupero delle prove e di arresto) che è concepita per "contrastare attacchi terroristici". Il criminologo Rafael Behr dice che essa "principalmente funge da rassicurazione psicologica per l'opinione pubblica", dispiegando sia un'azione "simbolica" sia un'azione funzionale.
L'aspetto funzionale è che con la BFE+ il governo può usare armi militari in Germania, un atto che è "attualmente bandito dalla Costituzione tedesca". I 250 membri della BFE+ si aggiungono alla preesistente unità GSG-9. Behr afferma che la BFE+ sarà in grado di "lanciare cacce all'uomo su vasta scala", usando un "estremo dello spettro poliziesco" che "confina con il guerresco o con l'azione militare".

## Indonesia

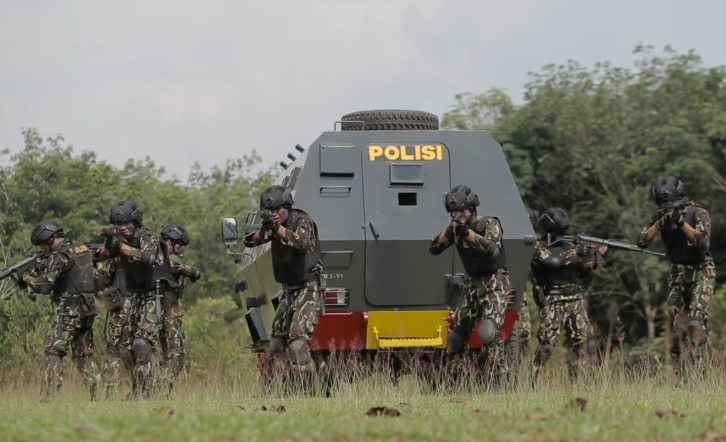
Truppe Brimob della Polizia nazionale indonesiana

La Korps Brigade Mobil (in sigla: Brimob) è una forza militarizzata di polizia indonesiana, spesso impiegata in compiti di ordine pubblico, operazioni SWAT, antiterrorismo, controguerriglia interna, salvataggio di ostaggi in patria, ricerca e soccorso, e gestione di conflitti armati specie in zone di conflitto interno, come in Papua e Poso. Di solito conduce operazioni con l'esercito indonesiano.

## Italia
L’Italia ha una consolidata tradizione di forze di polizia inquadrate nelle strutture militari.
Ancor oggi, almeno due delle principali forze di polizia di ambito nazionale, l’Arma dei Carabinieri e la Guardia di Finanza, fanno parte integrante delle Forze armate italiane. Il Corpo delle Capitanerie di porto è una branca della Marina Militare, e il Corpo forestale dello Stato, dopo la sua dissoluzione (2016), è stato per lo più inglobato nei Carabinieri "forestali".
La Polizia di Stato è demilitarizzata dal 1981 e il Corpo di polizia penitenziaria dal 1990. Entrambi i corpi fanno comunque ampio uso di equipaggiamento militare, specie in tema di armi. I Reparti mobili della Polizia di Stato (popolarmente chiamati la Celere) sono logisticamente e organizzativamente assimilabili ad un battaglione militare; spesso i loro effettivi operano congiuntamente a personale di battaglioni/reggimenti Carabinieri. La Polizia penitenziaria ha un suo reparto specializzato (Gruppo operativo mobile), che si occupa, fra l’altro, di “gravi situazioni gestionali in ambito penitenziario”.

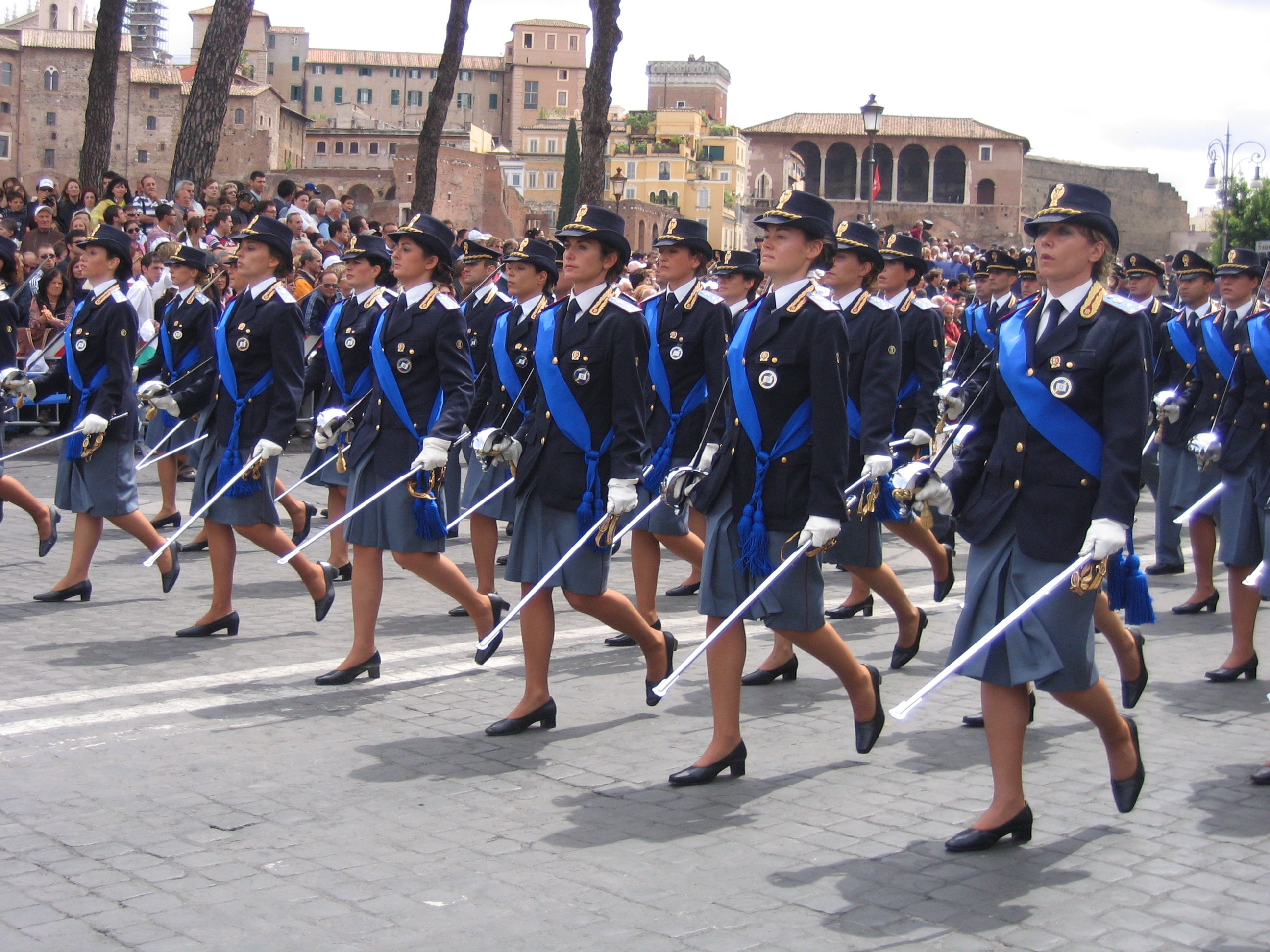
Con la riforma del 1981, la Polizia di Stato non è più un corpo militare, ma preserva la sua tradizione militare che ha nell'istruzione formale uno dei suoi punti d'onore. Nella foto un impeccabile allineamento di funzionarie di PS alla Festa della Repubblica 2007.

Durante gli anni di piombo, per affrontare situazioni operative ad alto rischio ed anche, specificamente, in esito alla fallimentare reazione tedesca ai fatti di Monaco 1972, furono istituiti NOCS (Polizia di Stato), GIS (Arma CC) e ATPI (GdF), comparabili ad unità SWAT di altri Paesi.
Dal 2008, migliaia di membri delle forze armate (prevalentemente Esercito italiano) sono impegnati nell’Operazione Strade sicure, fondamentalmente per sostituire/affiancare le forze dell’ordine in compiti di polizia (prevenzione/deterrenza).
Gli attentati di Parigi nel 2015 avevano dimostrato che le normali pattuglie di polizia potevano essere inefficaci nei confronti di improvvisi attacchi terroristici con armi da guerra (né, d'altronde, era realistico supporre che le unità di élite descritte supra potessero essere sempre presenti nei luoghi che avessero richiesto una reazione eccezionale dello Stato). Precisamente per ingaggiare tali aggressori – dando modo a GIS o NOCS di intervenire risolutivamente, e limitando al contempo i rischi per la pubblica incolumità – vennero istituite, in misura più capillare, le “formazioni tattiche intermedie” Unità operative di primo intervento della Polizia di Stato, e Aliquote di primo intervento - Squadre operative di supporto dei Carabinieri.

## Messico
La nuova polizia nazionale del Messico, la Guardia Nacional, è parzialmente composta di militari in servizio attivo, nell'ambito di una prolungata tendenza verso la militarizzazione della Policía Federal (fino al 2019) in quel Paese.
Secondo uno studio del 2020, l'uso della tortura da parte della polizia è proseguito anche dopo la transizione democratica del Messico. La tortura è ancora praticata a causa di "protezioni procedurali deboli e [della] militarizzazione della polizia, che in introduce strategie, equipaggiamento, e mentalità che tratta i sospetti criminali come se fossero nemici in tempo di guerra".

## Regno Unito
La Royal Irish Constabulary (RIC) è stata la forza di polizia in Irlanda dal 1822 al 1922, quando essa apparteneva al Regno Unito di Gran Bretagna e Irlanda. Era un periodo di disordini legati a questioni agrarie e di agitazione nazionalistico-repubblicana irlandese. La RIC era una forza quasi-militare: gli agenti erano armati di fucile, alloggiati in caserme, ed era un corpo militaristico per struttura ed uniformi. Durante la Guerra d'indipendenza irlandese, fu incaricata di contrastare l'Irish Republican Army (IRA), cooperando con il British Army. Per svolgere operazioni di controguerriglia furono istituite Auxiliary Division e Ulster Special Constabulary.
La RIC divenne la Royal Ulster Constabulary (RUC) nell'Irlanda del Nord, che rimase parte del Regno Unito. Rimase militarizzata per la minaccia di attacchi IRA. Durante il Conflitto nordirlandese (anni 1960-1990) il personale RUC portava normalmente mitra e fucili d'assalto, si spostava in Land Rover blindate, aveva basi in stazioni di polizia simili a fortezze e lavorava a stretto contatto con l'esercito britannico, talora mediante pattuglie miste e condividendo le medesime basi. La
RUC fu la prima forza di polizia ad usare proiettili di gomma e di plastica in azioni antisommossa. La RUC "politica e militarizzata" fu sostituita dal Police Service of Northern Ireland, che tuttora ha qualche potere antiterrorismo. Dagli anni 2000, i suoi metodi di ordine pubblico sono stati adottati da altre forze di polizia del Regno Unito.

## Stati Uniti
I dipartimenti di polizia professionale USA sono cambiati nel corso degli anni. In origine avevano una dirigenza civile e non erano militaristici, nel senso che evitavano uniformi, armamento ed addestramento militari. Stando a Julian Go dell'Università di Boston, i dipartimenti di polizia negli Stati Uniti iniziarono la loro progressiva militarizzazione all'inizio del XX secolo, "mutuando tattiche, tecniche, e modelli organizzativi dal regime imperial-militare americano che era stato sviluppato per conquistare e governare popolazioni straniere". Lo storico Stuart Schrader ha collegato l'esperienza della Seconda guerra mondiale alla successiva militarizzazione della polizia negli Stati Uniti.

### XX secolo

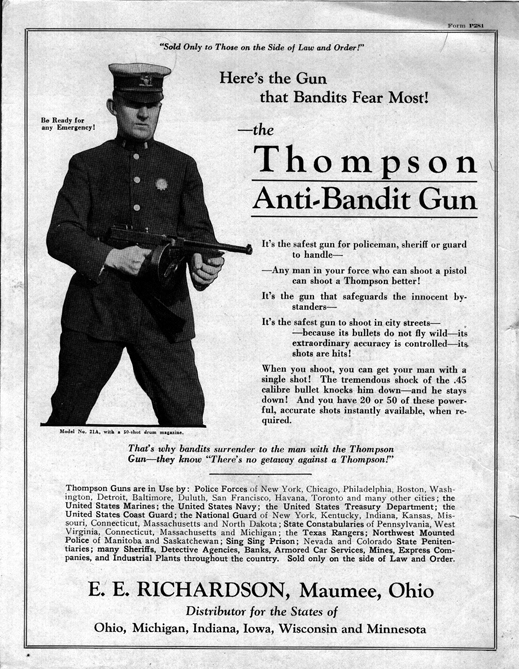
L'"Anti-Bandit Gun": una pubblicità degli anni 1920 del Thompson M1921 per le forze di polizia degli Stati Uniti

Nei primi anni del XX secolo, i dipartimenti di polizia degli Stati Uniti adottarono parecchie innovazioni militari come catene centralizzate di comando, professionalizzazione (addestramento e disciplina), tattiche ed operazioni militari (in particolare, tattiche coloniali di controinsorgenza), unità "ad ordine aperto", e tecniche di raccolta d'informazioni da controinsorgenza. Molte di queste riforme erano influenzate da pratiche che venivano dalla Guerra filippino-americana e dalla successiva occupazione USA delle Filippine. August Vollmer sviluppò dei manuali che furono utilizzati nei corsi di formazione della polizia.
Il Federal Bureau of Investigation (FBI), oltre a dipartimenti di polizia di città come Kansas City (Missouri) e Kenosha (Wisconsin), iniziarono a schierare armi automatiche, tra cui il mitra Thompson, e autoblindo tra gli anni 1920 e i 1930.

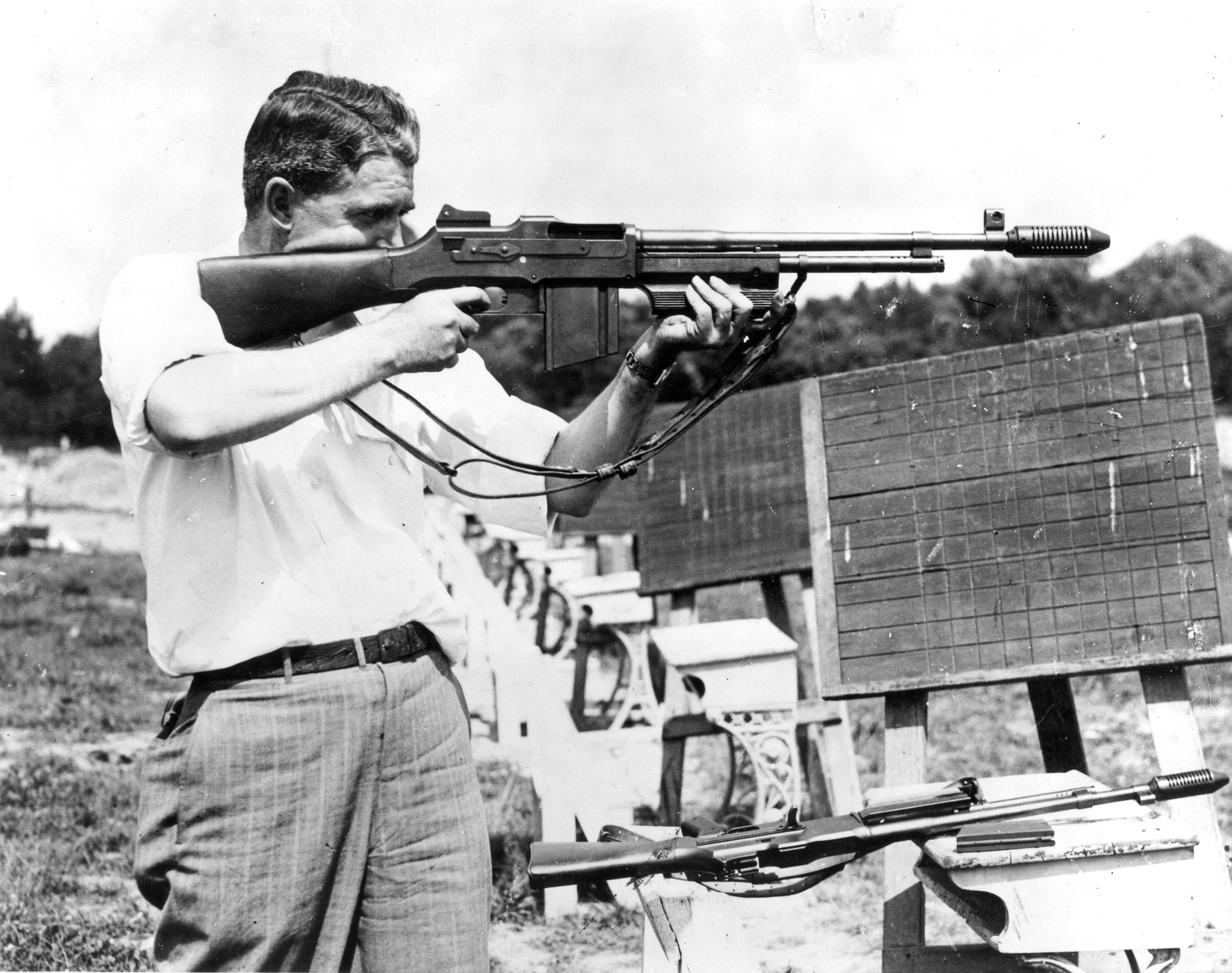
Un agente FBI spara con un Colt Monitor nel 1936

George Fletcher Chandler, veterano della Spedizione contro Pancho Villa e primo Superintendent della New York State Police, fu uno dei primi a raccomandare che gli agenti di polizia portassero palesemente (e non celate sotto una giacca, ad esempio) le armi sull'uniforme.

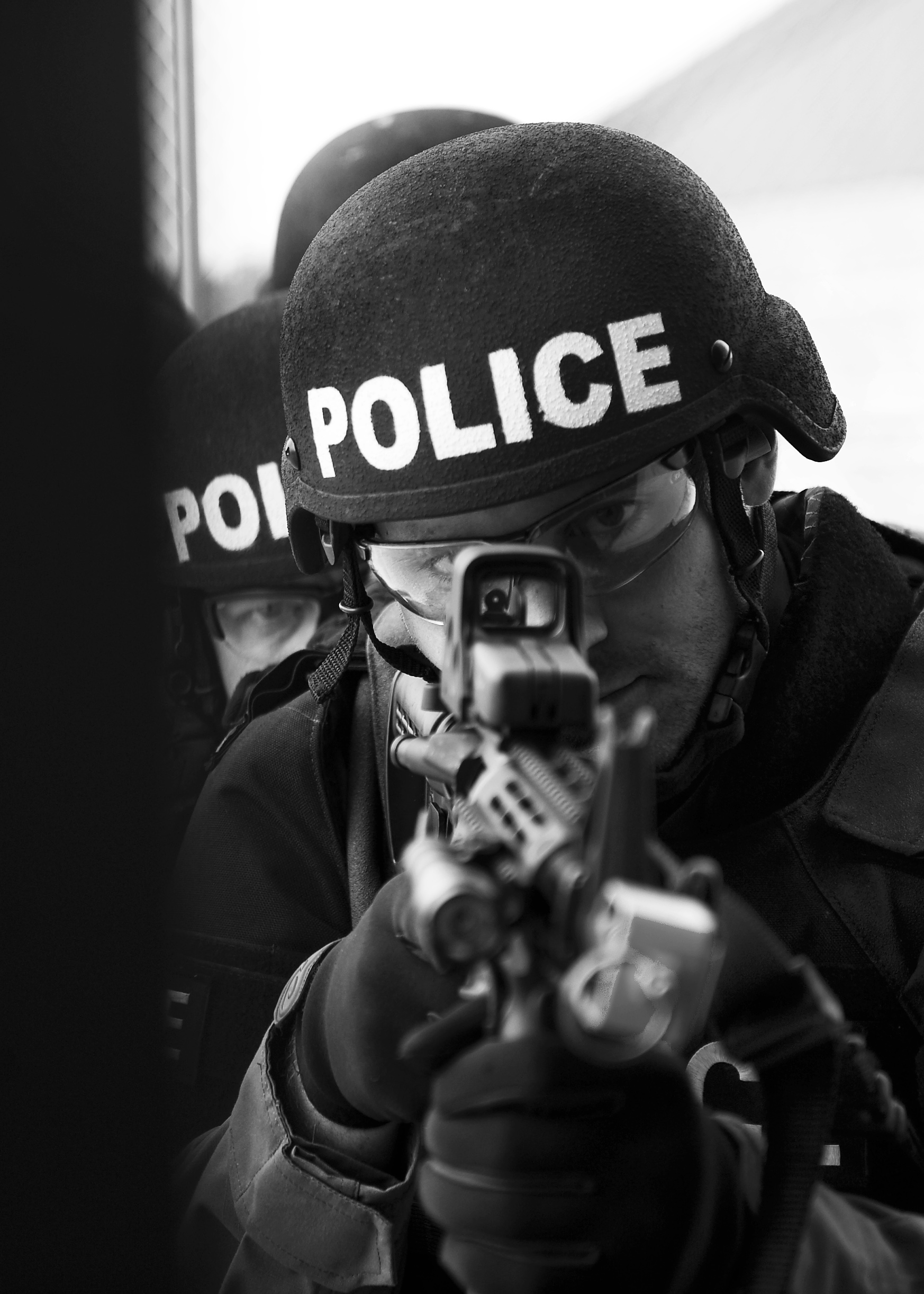
Un agente di polizia USA durante un'esercitazione, con un fucile M4 carbine dotato di mirino olografico

La militarizzazione della polizia si intensificò tra gli anni 1950 e i 1970, un'epoca in cui in molte città USA erano comuni scontri razziali e proteste contro la guerra. Alcuni ritengono che l'apparente successo dell'iniziativa di impiegare agenti con armamento militare per reprimere i disordini di Watts nel 1965 (un conflitto razziale di sei giorni infiammato da scontri con il Los Angeles Police Department (LAPD) con 34 vittime) abbia inaugurato la tendenza di armare ed equipaggiare gli agenti di polizia come soldati in prima linea. Joy Rohde, professore della Ford School of Public Policy (University of Michigan) pubblicò uno studio indicante che "la militarizzazione è una mentalità ... una tendenza a vedere il mondo attraverso le lenti della sicurezza nazionale, una tendenza ad esagerare le minacce esistenti". Rohde fa risalire "le origini della moderna attività di polizia militarizzata" alla paranoia anticomunista da Guerra fredda, e all'idea che gli attivisti nazionali per i diritti civili fossero simili a nemici stranieri, come manifestato da attività quali l'Operazione Chaos della CIA.
Secondo la professoressa della Università Harvard Elizabeth Hinton, il Law Enforcement Assistance Act del 1965 diede inizio ad una nuova era in cui il governo federale favoriva la militarizzazione della polizia a livello statale e locale in tutti gli Stati Uniti.
Negli ultimi cent'anni, con l'aumento di atti terroristici e la disponibilità di armi di grande potenza, sono state introdotte squadre di teste di cuoio che vengono utilizzate in tutti gli Stati Uniti. Gli anni dai 1960 ai 1990, contatti con le armi sofisticate di gruppi narcotrafficanti come il Cartello di Medellín e di bande di strada come i Gangster Disciples, con ben organizzati manifestanti di sinistra ad eventi come la Convenzione nazionale democratico nel 1968 a Chicago e gli scontri di Seattle per la conferenza OMC del 1999, con tumulti urbani come i Fatti di Watts del 1965 a Los Angeles, gli Scontri di Detroit del 1967 e la Rivolta di Los Angeles del 1992 portarono le forze di polizia a riconsiderare le loro armi personali d'ordinanza. I corpi di polizia affrontarono gruppi come l'Earth Liberation Front (ELF), e incidenti come il Massacro del McDonald's di San Ysidro (1984), la Sparatoria dell'FBI a Miami del 1986 tra otto agenti FBI e due rapinatori seriali di banche (in cui gli agenti furono surclassati dalle armi dei criminali), e la Sparatoria di North Hollywood del 1997.
I ricercatori David N. Falcone, Edward L. Wells, and Ralph A. Weisheit descrivono una storica separazione nei modelli di polizia tra piccole e grandi città, che tendevano a funzionare differentemente con separati sistemi gerarchici che sostenevano ciascun modello. La militarizzazione tanto della polizia rurale quanto di quella urbana è stato attribuito al coinvolgimento degli Stati Uniti nelle guerre del XX secolo, e ai sempre più frequenti scontri con manifestanti violenti e criminali con armi automatiche, esplosivi, e protezioni balistiche, sebbene alcuni attribuiscano la militarizzazione alle più recenti campagne note come Guerra alla droga e Guerra al terrorismo. Lo storico Charles A. Beard sostiene che il cambiamento culturale durante la Grande depressione incoraggiò la militarizzazione della polizia, laddove Harwood sostiene che fu la creazione di squadre SWAT e unità tattiche di polizia negli anni 1960 ad iniziare la tendenza.

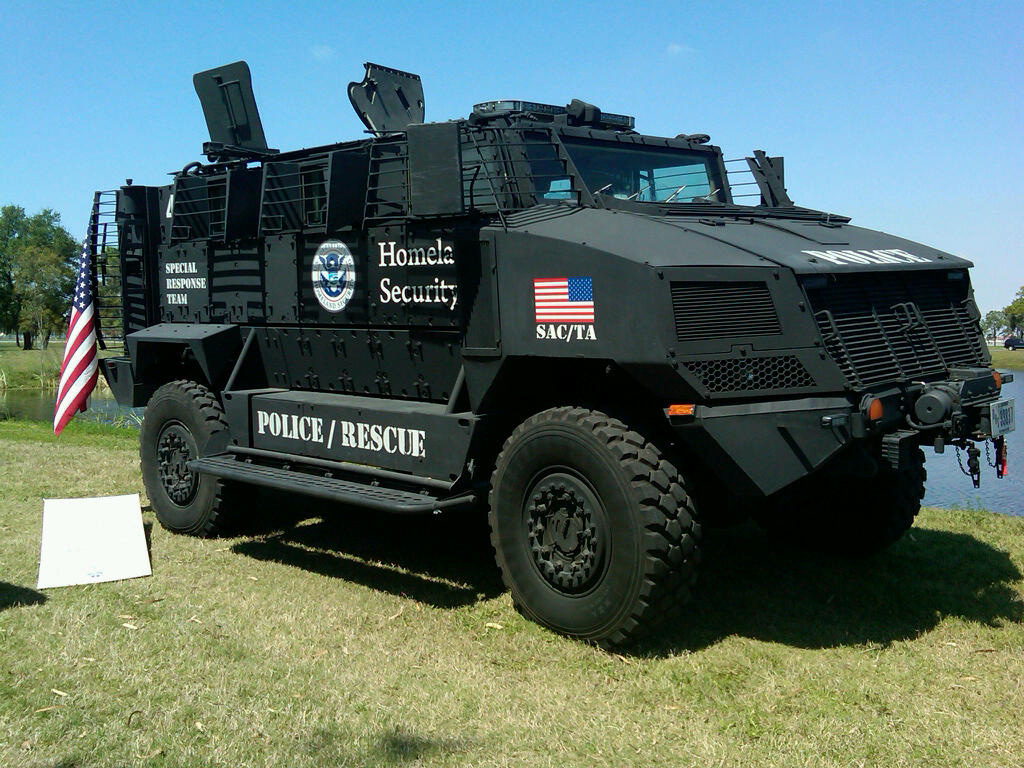
Veicolo blindato dell'Homeland Security

Il Military Cooperation with Civilian Law Enforcement Agencies Act del 1981 permette alle forze armate USA di collaborare con organi di polizia nazionali e stranieri. Le operazioni a supporto della polizia comprendono assistenza in operazioni antidroga, assistenza in occasione di tumulti interni, operazioni speciali di sicurezza, antiterrorismo, bonifica di ordigni esplosivi (EOD), e attività simili. Ciò consente alle forze armate USA di dare agli organi di polizia accesso alle loro basi e al loro equipaggiamento militare. Questa norma fu adottata durante la presidenza di Ronald Reagan nel contesto della Guerra alla droga e viene considerata parte di una tendenza generale alla militarizzazione della polizia. Nel saggio del 1992 The Origins of the American Military Coup of 2012, di Charles J. Dunlap Jr., ufficiale USAF, si dice che tale legge avrebbe stabilito un pericoloso precedente.
La Sparatoria di North Hollywood (1997) ebbe un profondo effetto sugli organi di polizia. Le normali pattuglie di polizia all'epoca impiegavano tipicamente come armamento individuale pistole 9 × 19 mm o rivoltelle .38 Special, e talora fucili a pompa 12 gauge nell'auto di servizio. I rapinatori di North Hollywood portavano fucili d'assalto stile AK-47 con caricatori a tamburo di grande capacità e munizioni in grado di perforare veicoli e giubbotti in Kevlar della polizia. Con queste armi, i due rapinatori spararono più di mille colpi contro agenti e passanti prima di essere uccisi. I criminali indossavano protezioni balistiche che li salvarono a lungo da proiettili e pallettoni tirati dagli agenti.
In conseguenza dell'evento, il LAPD autorizzò i propri agenti a portare semiautomatiche .45 ACP come pistole d'ordinanza, in particolare le Smith & Wesson Model 4506 e 4566. Prima del 1997 solo gli agenti LAPD SWAT erano autorizzati a portare pistole .45 ACP, e precisamente le Model 1911A1.
La militarizzazione della polizia ebbe un ulteriore impulso con il 1033 program, iniziato dal presidente George H. W. Bush nel 1990, apparentemente per contrastare il traffico di droga. Si vide il 1033 Program in azione nelle immagini, ampiamente diffuse dagli organi d'informazione, della forza eccessiva e dei blindati impiegati durante le proteste di Ferguson in seguito all'omicidio di Michael Brown (2014). Il National Defense Authorization Act, nell'ambito dello U.S. Government's Defense Logistics Agency Disposition Services (DLA), attualmente coordina il trasferimento di equipaggiamento militare in esubero ad organi di polizia.
I dati dal 2006 al 2014 indicano che i dipartimenti di polizia locali e statali hanno ottenuto aerei, elicotteri, baionette, coltelli, mirini con visore notturno, veicoli tattici blindati o antimina (MRAP), fucili ed armi tra cui lanciagranate, natanti, materiale per mascheramento, e ancora altri equipaggiamenti militari.

### XXI secolo
Ai sensi del quarto emendamento alla Costituzione degli Stati Uniti d'America, gli agenti di polizia devono ricevere permesso scritto di un organo giudiziario, o magistrato altrimenti qualificato, per legalmente perquisire e acquisire prove nel corso di indagini penali. I requisiti cambiarono dopo gli attentati dell'11 settembre, con il Patriot Act del 2001 che diede agli agenti di polizia il permesso di perquisire una casa o un'azienda senza il consenso o la conoscenza dell'avente diritto, oltre ad altre disposizioni, se si fossero sospettate attività terroristiche. Questa legge fu criticata per le sue violazioni delle libertà civili ed ha generato molte controversie fin da quando entrò in vigore. Nel caso United States v. Antoine Jones, la corte rilevò che l'aumentato monitoraggio dei sospetti causato dal Patriot Act poneva direttamente a repentaglio i diritti costituzionali dei sospetti stessi. Critici come la ACLU biasimarono energicamente la legge in quanto violava il Quarto emendamento.
Il 18 maggio 2015 il presidente Barack Obama annunciò limiti ai tipi di equipaggiamento militare che può essere trasferito ai dipartimenti della polizia attraverso il 1033 program, e limiti all'adozione di programmi di addestramento militare. In seguito, fu vietato alle forze armate di trasferire alla polizia alcune armi, come lanciagranate, veicoli armati, e baionette. Disse Obama, "Abbiamo visto come l'equipaggiamento militare possa talvolta dare alla gente l'immagine di una forza di occupazione, invece che quella di una forza, appartenente alla medesima comunità, che li protegge e li serve ... Così vieteremo l'equipaggiamento fatto per il campo di battaglia, che non è adatto ai locali dipartimenti di polizia."
Riferendosi all'annuncio di Obama, il più grande sindacato di polizia degli Stati Uniti, il Fraternal Order of Police (FOP), reagì negativamente, impegnandosi a contrastare le nuove restrizioni e accusando l'amministrazione di politicizzare la sicurezza degli agenti. Il direttore esecutivo del FOP, James Pasco, dichiarò che il suo gruppo  "...  [sarebbe] stato quanto più aggressivo nell'affermare la necessità della sicurezza per gli agenti, e di salvaguardare i loro diritti in ogni nuova norma di polizia introdotta", e contestò il requisito per cui i dipartimenti di polizia dovevano ottenere il permesso delle autorità municipali per acquisire certi equipaggiamenti, tra cui sfollagente, caschi e scudi, attraverso programmi federali. Pasco affermò "Dobbiamo solo ricordare Baltimora (teatro delle proteste nel 2015 per la morte di Freddie Gray) per vedere cosa succede quando gli agenti sono mandati sotto-equipaggiati in una situazione turbolenta ... [Solo] perché non si gradisce l'idea [della militarizzazione], non si possono mandare gli agenti a farsi ferire o uccidere."
Nel luglio 2016 l'amministrazione Obama annunciò che avrebbe riconsiderato il divieto emesso nel 2015 su alcuni tipi di equipaggiamento militare per le forze di polizia, e iniziò un processo di revisione caso per caso.
Il 28 agosto 2017, il Procuratore generale degli Stati Uniti d'America Jeff Sessions annunciò l'abolizione delle restrizioni al trasferimento di equipaggiamento militare ad organi di polizia. Sessions aggiunse che l'amministrazione Trump non avrebbe "posto preoccupazioni superficiali al di sopra della sicurezza pubblica".
La portavoce ACLU Kaya Bennett replicò a Sessions, "Abbiamo negli Stati Uniti un'epidemia di polizia che usa forza eccessiva,  specie contro persone di colore, con aumento di feriti e morti", e "è contro la logica dotare la polizia di armi da guerra — lanciagranate, armi d'assalto di grosso calibro e così via — ma è precisamente ciò che il presidente Trump e il procuratore generale Sessions hanno deciso di fare." Da quando nel 1990 partì il 1033 Program, sono stati trasferiti oltre 5,4 miliardi di dollari di equipaggiamento militare dal Pentagono alla polizia locale e statale.
L'Università statale della Louisiana svolse uno studio che suggerisce che la militarizzazione delle forze locali di polizia non ha apportato una riduzione nei livelli di criminalità. In particolare, lo studio riporta elementi di prova secondo cui l'acquisto di materiale militare in esubero non giova all'efficacia del servizio di polizia svolto localmente.

### La pretesa "guerra alla polizia"
Nel 2015 il giornalista Radley Balko scrisse un editoriale in cui descriveva le affermazioni dei politici Donald Trump, Ted Cruz, Scott Walker, e Dan Patrick — per i quali era in corso una "guerra alla polizia" — come "propaganda allarmistica svincolata dalla realtà" e un "gioco pericoloso". Le affermazioni erano state fatte dopo accesi servizi giornalistici riguardanti la morte di agenti di polizia; Balko scrisse "Il 2015 si avvia a registrare 35 uccisioni delittuose di agenti di polizia. Se si mantiene questo ritmo, l'anno si concluderà con il secondo numero più basso di poliziotti uccisi degli ultimi decenni [e] ... non solo vi sono meno persone che uccidono agenti di polizia, ci sono meno persone che tentano di far loro del male."

### Episodi degni di nota

#### Bombardamento di MOVE
Il 13 maggio 1985 la polizia di Philadelphia tentò di sgombrare un edificio occupato da attivisti dell'organizzazione di liberazione nera MOVE ed eseguire dei mandati di cattura. Ne scaturì uno stallo armato con la polizia, che lanciò candelotti lacrimogeni nell'edificio. La polizia disse che i membri di MOVE le avevano sparato; ne nacque uno scontro a fuoco con armi semiautomatiche e automatiche. Il commissario Sambor ordinò di bombardare il complesso. Da un elicottero della Pennsylvania State Police, il tenente della polizia di Philadelphia Frank Powell eseguì il lancio di due bombe da circa mezzo chilo (che la polizia chiamò "strumenti di accesso") preparate con gelatina esplosiva (un surrogato della dinamite) fornita dall'FBI, prendendo di mira una cabina fortificata, una specie di bunker, sul tetto della casa.
L'esplosione provocata innescò un incendio che si diffuse arrivando a distruggere una sessantina di case limitrofe. In tale incendio persero la vita undici persone (John Africa, altri cinque adulti, e cinque bambini tra i 7 e i 13 anni), mentre più di 250 persone del quartiere rimasero senza tetto. Ramona Africa, una dei due sopravvissuti, disse che la polizia sparò a quelli che tentavano di scappare.

#### Ruby Ridge
Nel 1992 vi fu un sanguinoso scontro a fuoco e un assedio di 12 giorni a Ruby Ridge nell'Idaho settentrionale tra Randy Weaver — sostenuto dalla sua famiglia più il suo amico Kevin Harris — e agenti di United States Marshals Service (USMS) e Federal Bureau of Investigation (FBI). Gli agenti erano armati di M16 e fucili di precisione, e utilizzarono un VTT-APC. Ne derivò la morte di due componenti della famiglia Weaver (il figlio di Randy, Sammy, e sua moglie Vicki) e del Deputy U.S. Marshal William Francis Degan. Nel successivo processo contro Weaver e Harris, l'avvocato di Weaver Gerry Spence accusò di "comportamenti criminali" tutti gli organi coinvolti nell'evento: FBI, USMS, il Bureau of Alcohol, Tobacco, Firearms and Explosives (BATFE), e lo United States Attorney's Office (USAO) competente per l'Idaho. Al termine del processo, l'Office of Professional Responsibility del Dipartimento di giustizia degli Stati Uniti d'America formò una Ruby Ridge Task Force per indagare sulle accuse di Spence. La relazione della Task Force del 1994 fu pubblicata con vari omissis e sollevò dubbi sulla condotta e sulle direttive di tutti gli organi. Il clamore per i fatti di Ruby Ridge indusse il sottocomitato del Senato su terrorismo, tecnologia e informazioni al governo a svolgere 14 giorni di audizioni e a produrre una relazione che auspicava riforme negli organi federali di polizia per evitare che vi fosse un'altra Ruby Ridge e per ristabilire la fiducia dell'opinione pubblica negli organi federali di polizia.

#### Waco

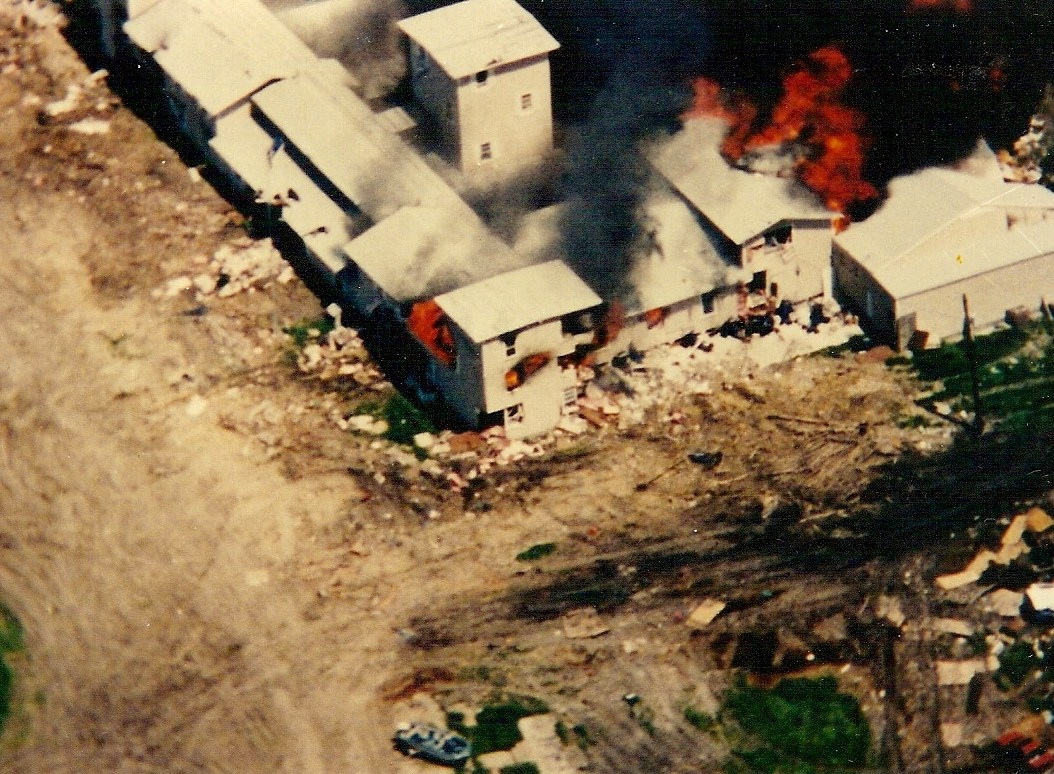
Il Mount Carmel Center, avvolto nelle fiamme. Waco (Texas), 19 aprile 1993.

Nel 1993, agenti FBI e BATFE usarono veicoli blindati, carri armati ed elicotteri d'attacco durante l'assedio della comunità davidiana a Waco (Texas). L'FBI usò fucili calibro .50 (12,7 × 99 mm NATO) e carri da genieri M728 Combat Engineer Vehicle (CEV) derivati dal carro armato M60. L'FBI lanciò anche bombe CS da 40 mm sparate da lanciagranate M79 e sparò due proiettili militari M651 contro il sito davidiano. Le munizioni da 40 mm recuperate dalla Texas Ranger Division di Waco comprendevano dozzine di proiettili di plastica Ferret Model SGA-400 Liquid CS, due artifizi metallici da gas lacrimogeno militari M651, due granate metalliche NICO Pyrotechnik Sound & Flash e due razzi da illuminazione con paracadute.

#### Altri eventi

##### 2005–2009

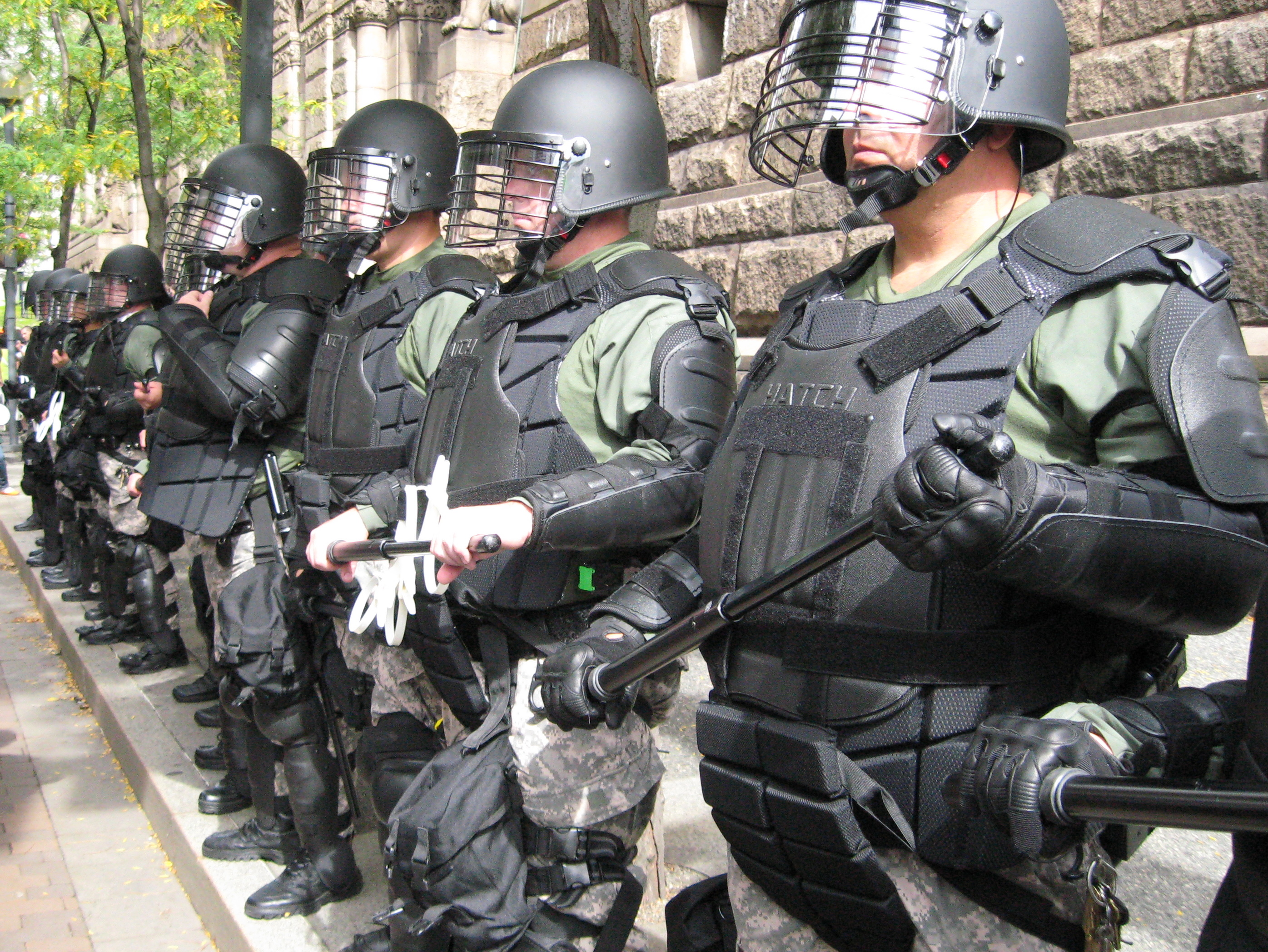
Polizia antisommossa al G20 del 2009 a Pittsburgh

Nel 2005 la Maryland State Police (MSP) iniziò ad inserire nomi e informazioni personali di oppositori della pena di morte e di manifestanti pacifisti in un database usato per tracciare terroristi.
Subito dopo l'Uragano Katrina a New Orleans nel 2005, la città fu pattugliata da dipendenti della società privata di sicurezza Blackwater, muniti di armi automatiche. Il giornalista Jeremy Scahill riferì che "Quando fu chiesto loro da quale autorità dipendessero, un tizio disse, 'Abbiamo un contratto con il Department of Homeland Security.'"
Il 5 agosto 2008 il Denver Police Department (DPD) fu accusato di aver eseguito arresti di massa indiscriminati su almeno 100 dimostranti alla Democratic National Convention. Nel 2011 il comune di Denver (Colorado) accettò una transazione in forza alla quale doveva pagare un risarcimento di 200 000 dollari e migliorare le sue linee guida e la sua formazione in materia di ordine pubblico.

##### 2010–2014
Nel febbraio 2010 il Minneapolis Police Department (MPD) assaltò l'appartamento di Rickia Russell, sfondando la porta e gettando all'interno una granata stordente, nell'ambito di una perquisizione antidroga. In quel momento Russell stava cenando con il suo ragazzo e l'esplosione della granata le procurò bruciature al capo e ai polpacci. Non furono trovati stupefacenti nel suo appartamento e il Consiglio comunale di Minneapolis acconsentì di pagare un milione di dollari come risarcimento. Nel gennaio 2011 a Greenfield (California), Rogelio Serrato morì per inalazione di fumo dopo che una granata stordente lanciata dalla squadra SWAT del Greenfield Police Department (GPD) aveva innescato un incendio in casa sua.
Nel maggio del 2011 il dipartimento dello sceriffo della contea di Pima uccise il Marine, veterano della guerra in Iraq, Jose Guerena, dopo aver fatto irruzione nell'abitazione di quest'ultimo per eseguire un mandato di perquisizione collegato ad un'indagine per traffico di marijuana. Gli agenti spararono 71 colpi in casa sua, alla presenza di sua moglie e del suo bambino di quattro anni; non si trovò droga né alcunché di illegale. Il dipartimento implicato raggiunse una transazione pagando 3,4 milioni di dollari.
Riferendosi alle manifestazioni di Occupy Wall Street a New York nel 2011, Glen Greenwald disse, "La reazione della polizia è stata così eccessiva, e così chiaramente modellata sulle tattiche da campo di battaglia, che non c'era dubbio che l'intimidazione del dissenso interno è uno dei principali scopi della militarizzazione della polizia."
L'Oakland Police Department (OPD) fece un uso eccessivo della forza nel disperdere dimostranti di Occupy Oakland nel 2011. Alcuni manifestanti vinsero poi una causa contro il comune di Oakland (California) per le lesioni riportate; Scott Olsen fu gravemente ferito da un proiettile della polizia che lo aveva colpito in testa, ed ottenne 4,5 milioni di dollari. Il comune pagò 1,17 milioni ad un gruppo di manifestanti, e 645 000 dollari a Kayvan Sabeghi, che era stato bastonato dalla polizia.

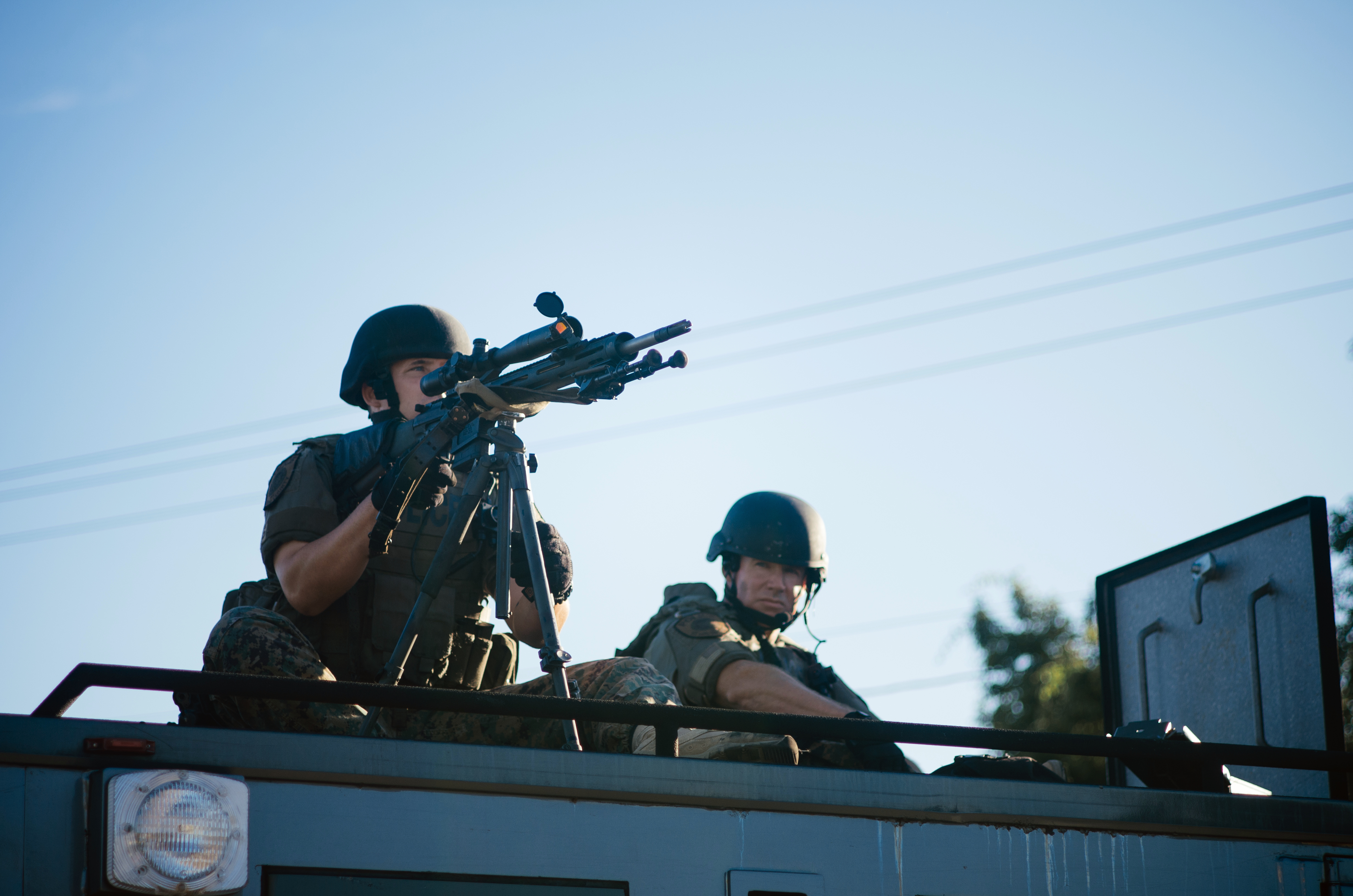
Un tiratore scelto della polizia con un fucile di precisione svolge azione di overwatch ad una manifestazione in Ferguson per l'omicidio di Michael Brown

Il 28 maggio 2014 una squadra SWAT alla ricerca di droga in una casa di Cornelia (Georgia) lanciò una granata stordente nell'edificio. L'ordigno atterrò nel box di un bimbo di 19 mesi, ustionandolo gravemente e mutilandolo al volto.
Alla fine del 2014 sorsero preoccupazioni circa la militarizzazione della polizia dopo l'omicidio di Michael Brown, avvenuto il 9 agosto 2014 in Ferguson (Missouri), alla periferia di Saint Louis. L'ostentazione di attrezzatura militare da parte degli organi locali di polizia svolgenti ordine pubblico attirò significative critiche da media e politici. Ci furono preoccupazioni per l'insensibilità, le tattiche e una reazione militarizzata. Negli ultimi anni si è diffuso l'uso di equipaggiamenti e tattiche militari per la polizia di prossimità e per l'ordine pubblico. I parlamentari hanno iniziato a discutere l'argomento.

### Preoccupazioni e reazioni

#### Polizia di prossimità
La deriva verso la militarizzazione allarma gli stessi agenti di polizia e studiosi delle politiche di polizia. La polizia di prossimità USA scaturì dai Peelian principles del Metropolitan Police Service che enfatizza la relazione tra la polizia e la comunità che fruisce dei suoi servizi. L'istruzione nelle accademie di polizia conformata a quella sul campo di battaglia, le uniformi simili alle tute militari da combattimento e il colore nero di per sé possono suscitare aggressività, così come il fatto di chiamare le missioni "guerre al crimine", alla droga o al terrorismo.
In un'edizione del 2013 della newsletter dei Community Oriented Policing Services (COPS) del Dipartimento di Giustizia, Il COPS Senior Policy Analyst Karl Bickel avvertì che la militarizzazione della polizia poteva creare un serio ostacolo a pratiche di polizia di prossimità. Bickel scrisse che accelerare la militarizzazione avrebbe probabilmente compromesso la relazione della polizia con la comunità e indicò una serie di fattori che contribuivano alla militarizzazione, compresi: la crescita delle SWAT; la crescente prevalenza di uniformi da combattimento militaresche di colore scuro (che la ricerca suggerisce abbia l'effetto di accrescere l'aggressività in chi lo porta) per gli agenti delle pattuglie; e lo stressante addestramento "simil-guerriero" per le forze di polizia, che favorisce un approccio "noi contro loro".

#### Uso della forza
Uno studio di The Marshall Project basato su dati dai primi anni 2010 comparava l'atteggiamento "guardiano" con quello "guerriero", calcolando il numero di reclami per eccessivo uso della forza contro agenti di polizia che erano ex militari, rapportato al numero generale di queste lamentele. Risultarono tassi più elevati per i veterani a Boston (28% vs. 17%) e Miami (14% vs. 11%), ma anche nessuna differenza con riferimento alla Massachusetts State Police.
Un sondaggio nazionale dell'agosto 2016 a cura del Pew Research Center rilevò una maggiore probabilità che gli agenti ex militari avessero sparato con l'arma d'ordinanza durante il servizio di polizia (32% vs. 26%).

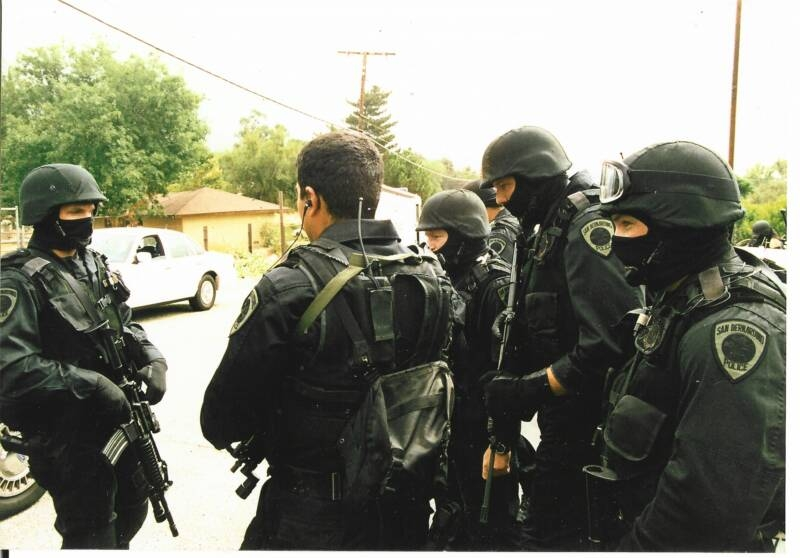
Una squadra SWAT di polizia con armi automatiche, elmetti e armature

#### Punti di vista
La ACLU ha affermato che gli organi locali di polizia usano queste "armi da guerra nei servizi di polizia quotidiani, specialmente per combattere la dispendiosa e velleitaria guerra alla droga, che ha ingiustamente preso di mira le persone di colore". Travis Irvine dell'Huffington Post ha fatto riferimento al fatto che "le forze di polizia locali ora fanno circolare per le nostre strade veicoli simili a carri armati". Dave Pruett di The Huffington Post espresse preoccupazione per "Humvee militari ancora con verniciatura mimetica e allestiti per montare mitragliatrici, nelle mani della polizia municipale [e] squadre SWAT di polizia in piena tenuta antisommossa, irti di armi automatiche." Norm Stamper, ex capo della polizia di Seattle, pubblicò un saggio in cui sosteneva che "l'attuale epidemia di brutalità poliziesca è un riflesso della militarizzazione ... delle nostre forze urbane di polizia, il risultato di anni di 'guerra alla droga' e 'guerra al terrorismo'". Il senatore Rand Paul ha proposto una demilitarizzazione dei dipartimenti di polizia USA, affermando che "Le immagini e scene che continuiamo a vedere a Ferguson ricordano più la guerra che la tradizionale azione di polizia."
Chuck Canterbury, presidente del Fraternal Order of Police, dichiarò che l'attrezzatura ricevuta dal governo federale era stata adeguatamente demilitarizzata, e che veniva utilizzata per proteggere i civili dal crimine violento. Aggiunse che l'uso di quell'equipaggiamento da parte delle forze dell'ordine era necessario per proteggere i civili, dato che avvenivano sparatorie di massa anche in piccole località degli Stati Uniti. Rispondendo a lamentele secondo cui erano stati dati carri armati agli agenti di polizia, Canterbury osservò che i veicoli assegnati alla polizia non erano armati, ed erano impiegati in vari posti degli Stati Uniti per proteggere gli agenti.
Il 23 marzo 2015 un'inchiesta del Dipartimento della giustizia sull'uso della forza mortale da parte del Philadelphia Police Department nel periodo dal 2007 al 2013 rilevò che il modo in cui erano addestrati gli agenti poteva essere un fattore contribuente all'uso eccessivo di forza mortale. La relazione constatò che a) molti agenti hanno l'erroneo convincimento che la situazione di "temere per la propria vita" sia una giustificazione per l'uso di forza mortale, ma la paura non dovrebbe essere un fattore — è una ragionevole credenza che la forza mortale sia necessaria per evitare morte o serie ferite; b) l'istruzione circa le direttive per l'uso della forza è poco chiara; c) nella maggior parte degli scenari addestrativi terminano con qualche tipo di uso della forza e gli agenti sono raramente, o per niente, addestrati a risolvere pacificamente i conflitti; d) l'80% dei sospetti cui la polizia aveva sparato erano neri — i sospetti neri avevano anche più del doppio di probabilità che si sparasse loro contro a causa di una "mancata percezione della minaccia"; ed e) non era in atto alcuna coerente procedura per indagare sulle sparatorie, non vengono fatte registrazioni audio o video degli interrogatori agli agenti, e tali colloqui spesso si tengono a distanza di mesi dagli avvenimenti.
In un rapporto diffuso nel giugno 2015, Amnesty International affermò che gli Stati Uniti non si conformano ai Princìpi elementari delle Nazioni Unite sull'uso della forza e delle armi da fuoco da parte di agenti di polizia.
Due studi indipendenti, sottoposti a revisione paritaria, pubblicati nel 2020, hanno rilevato che gli agenti di polizia militarizzati non sono maggiormente al sicuro, né più efficaci nel ridurre il crimine.

#### Raccolta di informazioni e sorveglianza
In una relazione del Cato Institute del gennaio 2017 lo studioso di politiche penali Adam Bates sostiene che negli Stati Uniti, "una forza di polizia interna sempre più militarizzata" si contraddistingue per "dilatazione della missione [che] non si è limitata ad armi e tattiche. Ciò che la Guerra alla droga ha fatto per la militarizzazione della polizia, ora la Guerra al terrorismo sta facendo per la raccolta di informazioni da parte della polizia, e c'è un rischio per la riservatezza di milioni di americani."
La ACLU lanciò un allarme per il coinvolgimento militare nella sorveglianza di manifestanti pacifici. La ACLU criticò, per esempio, l'emissione, da parte del Dipartimento della Difesa (DOD), di [informative] Threat and Local Observation Notices (TALON), in cui Veterans for Peace ed altri gruppi pacifisti erano descritti alla stregua di "minacce terroriste". La ACLU espresse anche preoccupazione per il coinvolgimento dei militari nei "fusion center".

#### Libertà civili
La legge federale Posse Comitatus Act del 1878 proibisce alle forze armate USA di svolgere attività di polizia sul territorio nazionale, incarnando il tradizionale principio americano di separare autorità civile e militare". Vi sono comunque state delle eccezioni: nel 1981 il Congresso approvò una normativa che permetteva il coinvolgimento militare nell'interdire il traffico di droga ai confini USA, e otto anni dopo "designò il Dipartimento della Difesa come 'unica agenzia leader' nell'attività di interdire la droga". Alla fine degli anni 1990, dopo l'attentato di Oklahoma City, fu proposto di limitare ulteriormente l'act di cui parliamo per consentire alle forze armate di partecipare ad attività di polizia in caso di armi chimiche/biologiche e terrorismo. Queste proposte antiterrorismo furono criticate da alcuni commentatori per il fatto che erano una minaccia alle libertà civili. Scrittori come l'ufficiale U.S. Air Force Charles J. Dunlap, Jr. criticarono le proposte di usare le forze armate per la sicurezza interna, in quanto "Nessuno dovrebbe illudersi che le forze militari possano mai far rispettare la legge con la stessa sensibilità per le libertà civili delle forze di polizia regolari." Dunlap affermò che "l'imperativo centrale della forza militare" era "distruggere obiettivi e vanificare il comando-e-controllo nemico" — una capacità che non si trasferisce necessariamente nella raccolta di informazioni e nell'indagine. Secondo questa concezione, "un'efficace trasformazione in polizia delle forze armate le potrà ben rendere incapaci di sconfiggere vere minacce militari esterne".
La sempre maggiore militarizzazione della normale polizia nel corso della Guerra alla droga e della Guerra al terrorismo seguita agli attentati dell'11 settembre, ad ogni modo, spinse alcuni commentatori a manifestare preoccupazione circa l'incerta distinzione tra funzioni civili e militari, una situazione potenzialmente in grado di erodere i vincoli al potere governativo in tempi di crisi percepita. Uno studio del 2010 pubblicato dalla rivista Armed Forces & Society esaminò "la convergenza di ruoli, cioè, la prova che segmenti significativi di operazioni di polizia negli Stati Uniti hanno assunto caratteristiche militari; e la prova che molte iniziative militari USA hanno assunto caratteristiche di polizia". Concluse che "per i singoli cittadini e per la società nel suo complesso, almeno un aspetto della convergenza di ruoli — la militarizzazione della polizia — è potenzialmente preoccupante. Se questa convergenza fa sì che la polizia adotti non solo tattiche e procedure di tipo militare ma anche atteggiamenti e orientamenti militari, la convergenza può seriamente minacciare tradizionali diritti civili e libertà."
Un rapporto ACLU del 2014, War Comes Home: The Excessive Militarization of American Policing, concludeva che "L'attività di polizia americana è diventata inutilmente e pericolosamente militarizzata ...". Il rapporto descrive un aumento di incursioni aggressive senza necessità, "tattiche concepite per il campo di battaglia", e dotazioni come blindati per trasporto truppe e granate stordenti, oltre ad opacità e mancanza di supervisione. Scrittori come Ilya Shapiro e Randal John Meyer hanno sostenuto che la militarizzazione porta ad "estreme violazioni costituzionali".

#### Squadre SWAT e tattiche di irruzione di tipo militare
Peter Kraska, professore di diritto penale presso la Eastern Kentucky University, trovò che la prevalenza di squadre SWAT, negli organi di polizia al servizio di popolazioni di almeno 5 000 persone, era raddoppiato nel periodo tra la metà anni 1980 e la fine anni 1990, salendo all'89% degli organi di polizia alla fine di quell'intervallo di tempo. Tra gli organi di polizia più piccoli (con giurisdizione su zone tra 25 000 e 50 000 abitanti), la presenza di squadre SWAT salì dal 20% della metà anni 1980 all'80% della metà anni 2000. Osserva Kraska: "Quando la gente si riferisce alla militarizzazione della polizia, non è in un senso peggiorativo, o che implichi un giudizio sfavorevole. Gli organi di polizia contemporanei si sono significativamente e costantemente evoluti sul piano culturale, materiale, operativo, avendo per modello i Navy SEALs. Tutti questi elementi sono chiare indicazioni del fatto che si allontanano da un modello di polizia civile."
Il rapporto ACLU del 2014, citato nella sezione precedente, esaminò 818 impieghi di squadre SWAT da parte di oltre 20 organi di polizia in 11 Stati federati USA nel periodo tra luglio 2010 e ottobre 2013. Queste squadre usavano tattiche quasi militari, come irruzioni notturne, uso di arieti, uso di granate stordenti, impiego di forze preponderanti, indossando elmetti e maschere.
L'uso delle squadre SWAT divenne comune soprattutto per la ricerca di droghe. Lo studio ACLU rilevò che gli interventi SWAT erano stati nel 62% per irruzioni alla ricerca di droga, e il 79% erano irruzioni in case private; lo studio trovò ancora che appena il 7% delle azioni ricadevano in quelle categorie (ad esempio, presa d'ostaggi o sospetto che si barrica in edificio) per le quali erano state originariamente concepite le SWAT. In alcuni casi furono uccisi o feriti dei civili (compresi bambini) a causa dell'uso della forza poliziesco in incursioni di stile militare. In altri casi, persone residenti nelle vicinanze dei blitz riferirono di aver subito traumi psicologici in conseguenza di tattiche di polizia militaristiche. L'uso della forza e di attrezzature militari durante questi raid sollevò critiche, segnatamente da parte di libertari civili come Radley Balko, che scrisse sull'argomento nel suo libro Rise of the Warrior Cop: The Militarization of America's Police Forces.
Il Chicago Police Department (CPD) è stato accusato di gestire un "black site" segreto presso la sua struttura di Homan Square in cui i sospetti venivano trattenuti senza verbali o registrazioni, né potevano incontrare i loro avvocati o familiari. Si disse che i sospetti venissero incatenati e picchiati.

#### Iniziative federali per frenare la militarizzazione
Dal 1997 al 2016 il Dipartimento di giustizia (DOJ) ha agito in giudizio per contrastare prassi di polizia in più di 24 città per proteggere i diritti civili della popolazione.
L'Amministrazione Obama avviò un'ampia riforma della polizia. Nel 2015 la  Task Force for 21st Century Policing raccomandò di limitare i trasferimenti di equipaggiamenti militari eccedenti, come lanciagranate e veicoli corazzati, dal Dipartimento della difesa alle forze dell'ordine attraverso il 1033 program. Il presidente Obama applicò tale raccomandazione mediante l'Executive Order 13688, in cui gli osservatori individuarono un tentativo di deviare la polizia "dalla militarizzazione strisciante verso la polizia di prossimità". L'Amministrazione Trump diede corso ad un netto cambio di indirizzo, con Donald Trump che si era impegnato durante la campagna a riattivare l'intero 1033 program. Nel 2017 l'amministrazione Trump annunciò che avrebbe ripristinato il programma.

## Tipi di squadre ed armi

### Squadre SWAT

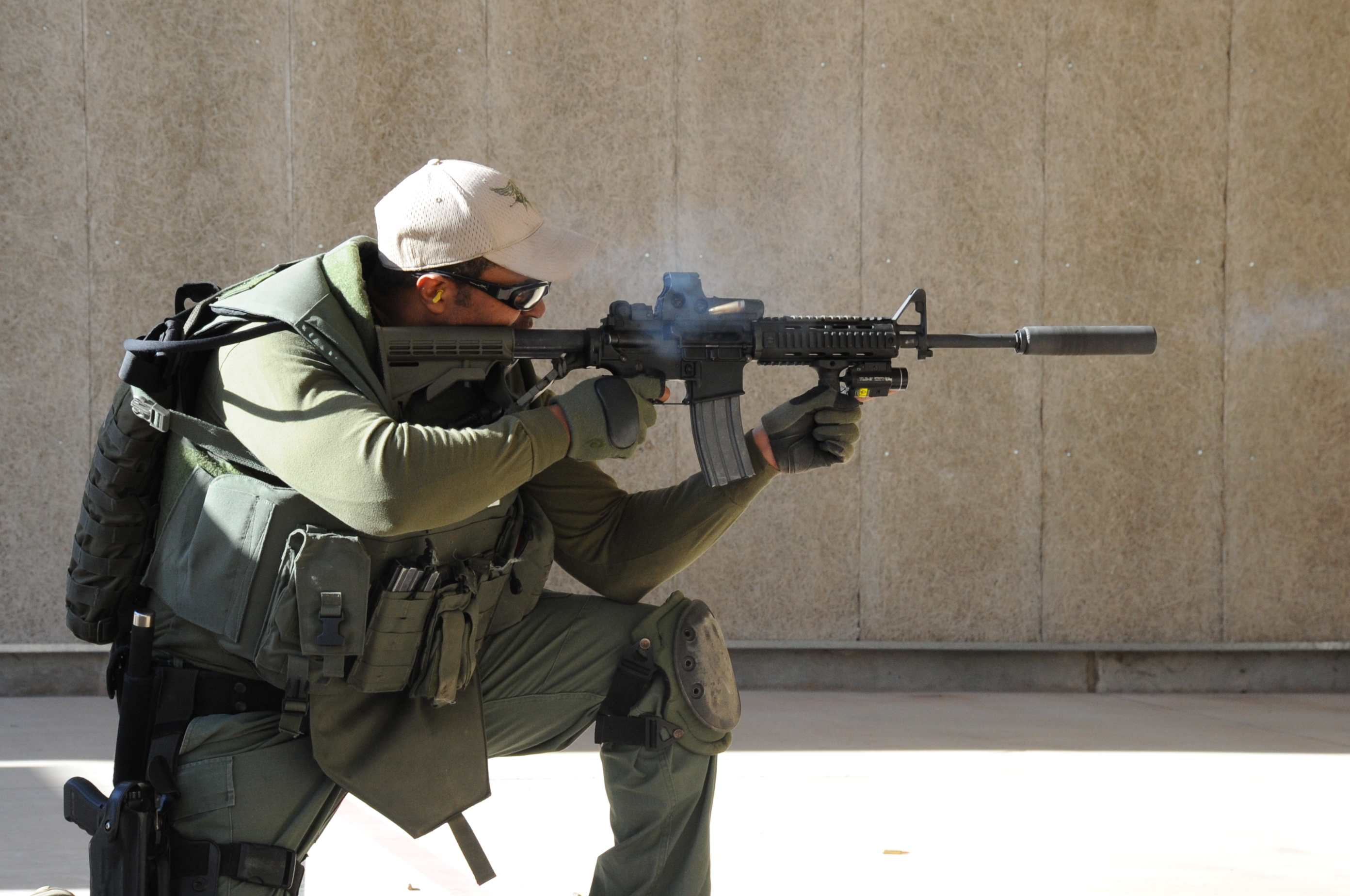
Un membro della squadra SWAT di Wichita Falls si esercita con il fucile

Le squadre SWAT (Special Weapons and Tactics) negli Stati Uniti sono unità di polizia che usano equipaggiamento e tattiche speciali o militari. Create dapprima negli anni 1960 per l'ordine pubblico o scontri violenti con criminali, si moltiplicarono (come diffusione ed impiego) tra gli anni 1980 e i 1990 durante la Guerra alla droga, e all'indomani degli attentati dell'11 settembre. Oggi, negli Stati Uniti, le squadre SWAT sono impiegate tra le 50 000 e le 80 000 volte annue, nell'80% dei casi per eseguire mandati di perquisizione, più frequente per stupefacenti. Le squadre SWAT sono sempre più equipaggiate con materiale di tipo militare e sono addestrate per l'impiego contro la minaccia di terrorismo, per il controllo della folla, ed in situazioni — talora indicate come "ad alto rischio" — che eccedono la capacità delle normali forze di polizia. Altri Paesi hanno sviluppato le proprie unità di polizia paramilitari (PPU) che pure vengono descritte come forze di polizia SWAT, o paragonate ad esse. Le unità SWAT sono spesso dotate di armi speciali come mitra, fucili d'assalto, fucili da sfondamento, fucili di precisione, equipaggiamento antisommossa, e granate stordenti. Hanno altro materiale specialistico tra cui armature pesanti, scudi balistici, attrezzi da scasso, veicoli corazzati, visori notturni avanzati, e rilevatori di movimento per determinare nascostamente le posizioni di ostaggi e relativi sequestratori, all'interno di edifici chiusi.
L'aumentato ricorso a squadre SWAT testimonia l'aumento di militarizzazione della polizia. Radley Balko del Cato Institute scrisse che negli anni 1980 c'erano circa 3 000 operazioni in un anno, ma già nel 2005 avevano raggiunto quota 40 000 annue. L'impiego di squadre SWAT per il contrasto al gioco d'azzardo o per eseguire un mandato di perquisizione è divenuto normale in luoghi come Fairfax (Virginia). "C'è stato un incremento superiore al 1400% nel numero di interventi SWAT tra 1980 e 2000, secondo stime … del professor Peter Kraska della Eastern Kentucky University." Balko afferma che nel 2007, "... una squadra SWAT di Dallas assaltò la sala poker di un'[organizzazione di] beneficenza per veterani. Nel 2010 una squadra pesantemente armata di vice-sceriffi della Contea di Orange (Florida) attaccò numerosi negozi di barbiere, minacciando con le armi barbieri e clienti mentre rivoltavano i negozi. Delle 37 persone arrestate, 34 erano accusate di 'fare i barbieri senza licenza'." Le "retate di barbieri" di Orlando furono oggetto di un ricorso giudiziario, e nel 2014 la U.S. Court of Appeals for the Eleventh Circuit decise che tale iniziativa violava "ben definiti diritti giusta il Quarto Emendamento" per il governo di condurre "un'ispezione amministrativa di pura routine come se fosse un raid contro la criminalità".
La ACLU ha affermato che "... squadre SWAT pesantemente armate stanno irrompendo nelle case della gente nel cuore della notte, spesso semplicemente alla ricerca di droga", mettendo le persone in condizioni di "morire inutilmente in questi raid", in cui i centri abitati sono trasformati in "zone di guerra".

### Tiratori scelti
I tiratori scelti di polizia, e quelli militari hanno numerose differenze, tra cui zone di operazione e tattiche. Un tiratore scelto di polizia opera nel contesto di un'operazione di polizia e di solito partecipa a missioni relativamente brevi. Le forze di polizia tipicamente fanno scendere in campo i tiratori scelti negli scenari con ostaggi. Tutto ciò si differenzia dal caso di un tiratore scelto militare, che agisce in seno ad un più grande esercito, impegnato in una guerra. A volte nell'ambito di una squadra SWAT, i tiratori scelti sono schierati a fianco di negoziatori e di un nucleo di assalto addestrato per il combattimento ravvicinato. In quanto poliziotti, sono addestrati a sparare solo come misura estrema, quando c'è una minaccia diretta alla vita; il tiratore scelto di polizia ha una regola ben nota: "Sii preparato a togliere una vita per salvare una vita." I tiratori scelti di polizia tipicamente operano in un raggio ben più corto dei loro colleghi militari, generalmente sotto i 100 m e qualche volta persino a meno di 50 m. Entrambi i tipi di tiratore scelto sono chiamati ad eseguire tiri difficili in condizioni di stress psicofisico, e spesso uccidono con un solo colpo.

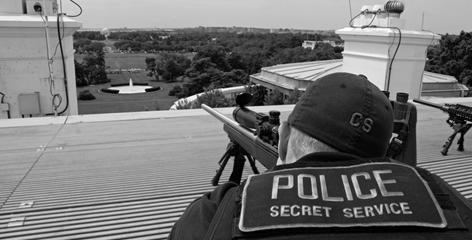
Tiratore scelto dello U.S. Secret Service sul tetto della Casa Bianca

Le unità di polizia che non sono attrezzate per operazioni tattiche possono far affidamento su squadre SWAT specializzate, che possono avere un tiratore scelto competente. I tiratori scelti di polizia collocati in posizioni privilegiate, come alti edifici, possono contribuire alla sicurezza di eventi. In un caso significativo, Mike Plumb, tiratore scelto SWAP di Columbus (Ohio), impedì un suicidio togliendo al soggetto la rivoltella con un tiro, e lasciandolo disarmato.
La necessità di addestramento specializzato per i tiratori scelti di polizia apparve evidente nel 1972 con il massacro di Monaco di Baviera quando la polizia tedesca non poté schierare personale o equipaggiamento specializzati durante lo stallo all'aeroporto nella fase finale della crisi, e di conseguenza furono uccisi tutti gli ostaggi israeliani. Certo l'esercito tedesco aveva tiratori scelti nel 1972, ma il loro impiego nello scenario che commentiamo era escluso dalla Costituzione tedesca che espressamente vieta l'uso delle forze armate negli affari interni. Questa mancanza di validi tiratori scelti di polizia fu in seguito colmata con l'istituzione dell'unità antiterrorismo di polizia GSG-9, poi divenuta un modello ampiamente imitato da altre forze di polizia di élite.
Nel settembre 2015 un tiratore scelto del Dipartimento dello sceriffo di San Bernardino sparò dall'elicottero ad un sospetto che sfrecciava su un'automobile. Il sospetto fu sbalzato dalla vettura e morì sul ciglio della strada, ma il suo veicolo proseguì la corsa colpendone un altro, e ferendo seriamente tre passanti.

### Controllo delle manifestazioni

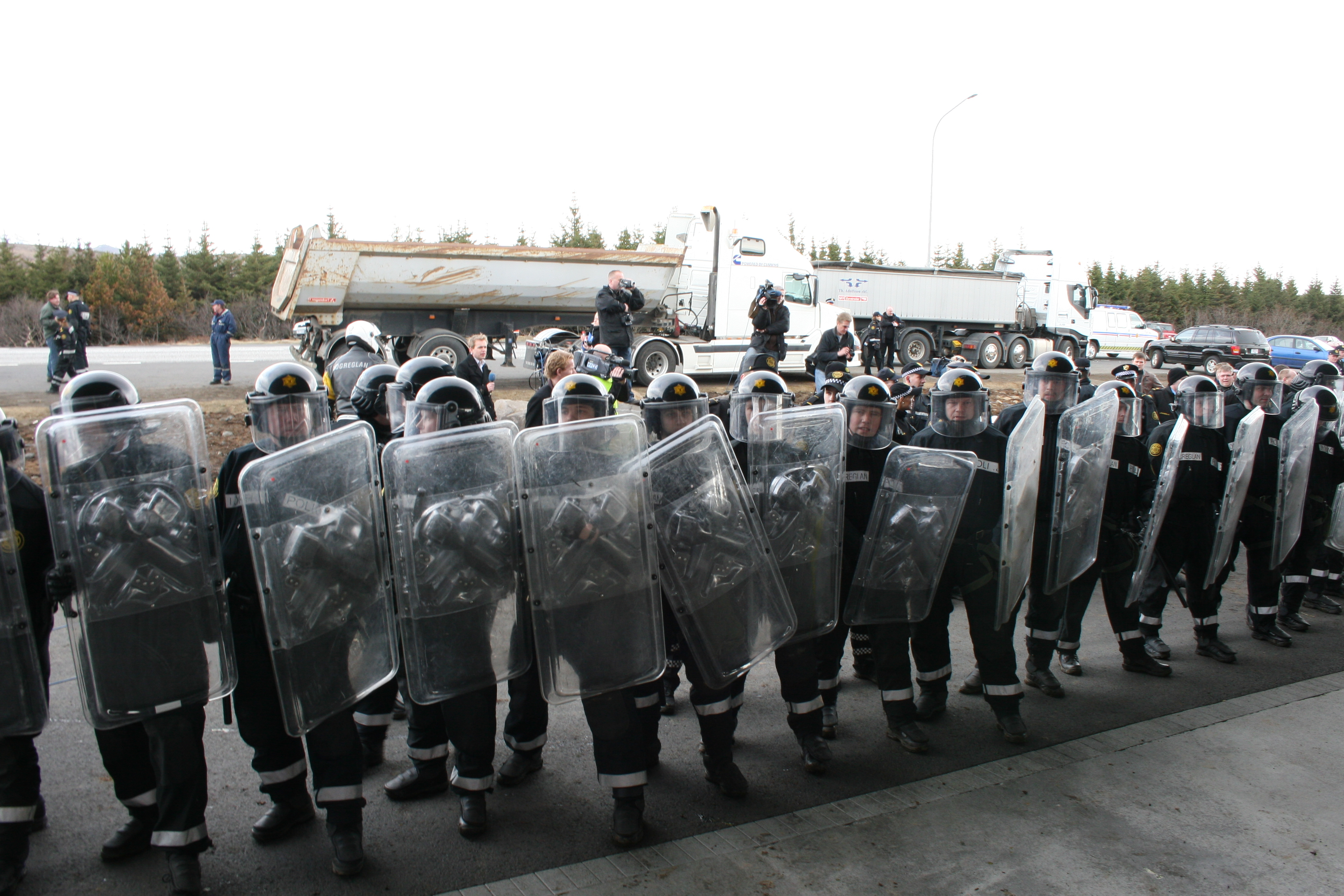
Schieramento di agenti della Polizia islandese in assetto antisommossa durante le proteste dei camionisti islandesi nel 2008

Alcuni osservatori hanno notato la militarizzazione dei servizi di ordine pubblico per manifestazioni. La polizia antisommossa è un tipo di polizia organizzato, schierato, addestrato o attrezzato per affrontare folle, manifestazioni o sommosse. La polizia antisommossa può essere composta di normali agenti che svolgono occasionalmente quel ruolo o può essere un'organizzazione particolare istituita all'interno delle forze ordinarie, o parallelamente ad esse. La polizia antisommossa è usata in una serie di situazioni diverse e per una varietà di scopi differenti. Può essere usata per contenere sommosse (come dice il suo stesso nome), per disperdere o controllare la folla, o mantenere l'ordine pubblico o scoraggiare la criminalità, o proteggere persone e proprietà. Talora la polizia antisommossa è usata come strumento di repressione politica aggredendo chi protesta e reprimendo il dissenso o la disobbedienza civile.

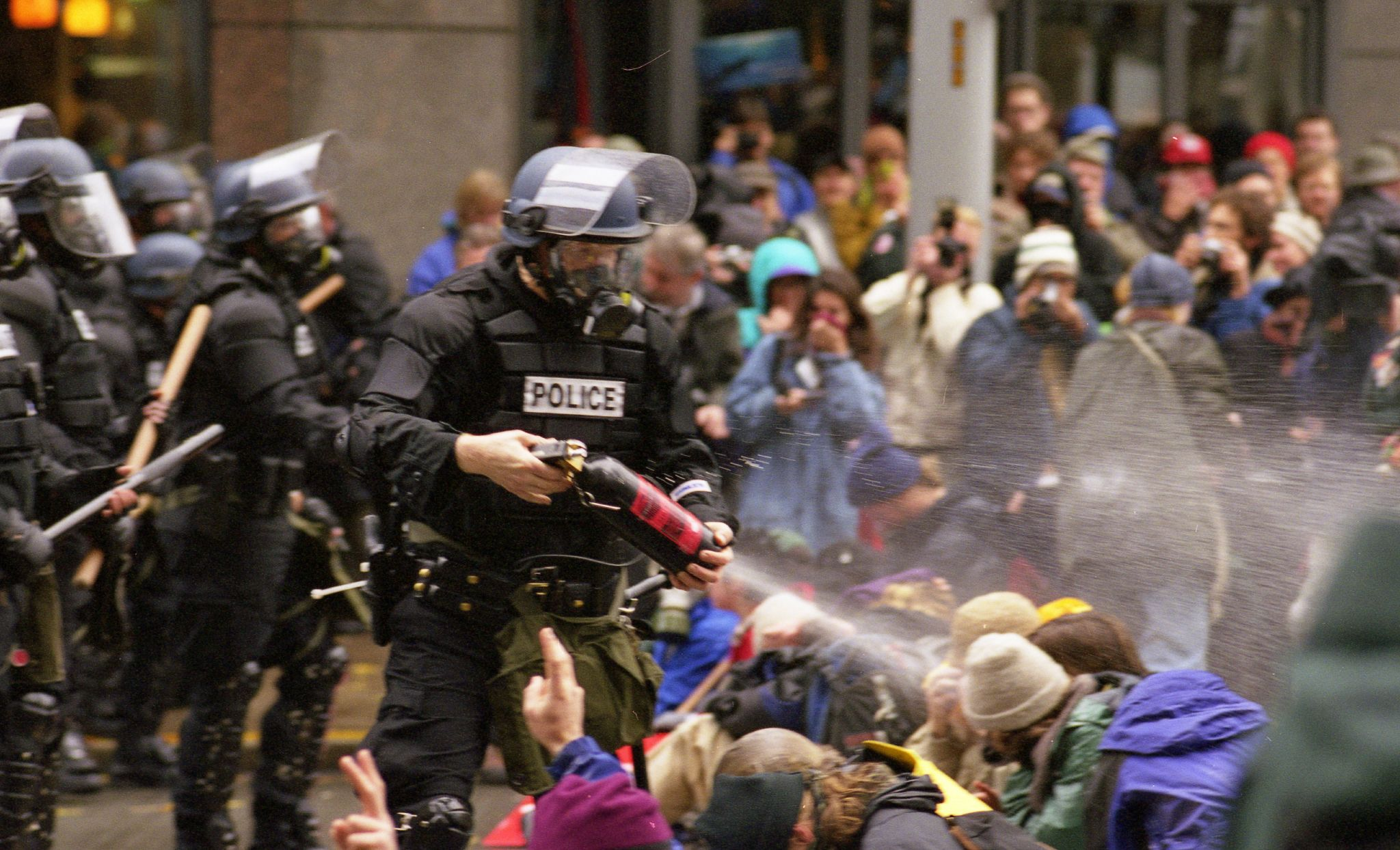
Un poliziotto spruzza gas OC su manifestanti seduti per terra nel corso degli scontri di Seattle per la conferenza OMC del 1999

La polizia antisommossa usa equipaggiamenti speciali per autoprotezione e per attaccare manifestanti o facinorosi. Tali attrezzature comprendono armature, manganelli, scudi antisommossa e caschi antisommossa. Molte squadre antisommossa mettono in campo anche armi non letali quali spray al peperoncino, gas lacrimogeno, fucili che sparano proiettili di gomma o di plastica, granate stordenti, e Long Range Acoustic Device (cannoni acustici).
Le tattiche di polizia usate nelle proteste di Quebec City del 2001 servono da esempio degli approcci usati dalla polizia antisommossa del Nordamerica. Durante le manifestazioni, la polizia antisommossa sparò candelotti lacrimogeni, cannoni ad acqua, e proiettili di gomma, disperdendo grandi assembramenti di manifestanti violenti e non, tra cui pacifisti e squadre di sanitari che soccorrevano altri manifestanti. Altri interventi tattici puntavano ad arrestare vari apparenti capi del movimento. Asseritamente, "[la polizia antisommossa] stava usando sempre di più i proiettili di plastica, e tirando da armi con mirini laser cosicché le persone di sera potevano vedere spesso che gli sbirri stavano mirando di proposito alla testa o all'inguine”.

### Armi militari
Tra il 2006 e il 2014 furono distribuiti almeno cinquemila fucili M16 a varie forze di polizia in Ohio nel quadro del programma sulle dotazioni militari in eccedenza.

## Effetti
Uno studio del 2017 trovò una relazione positiva statisticamente significativa tra militarizzazione della polizia e decessi dovuti a sparatorie con agenti.
Due studi in American Economic Journal: Economic Policy conclusero che le forniture federali di equipaggiamento militare alla polizia locale in forza al 1033 Program avevano portato ad una riduzione dei reati. Tuttavia, questi studi furono criticati per l'uso di dati inadeguati. Studi che utilizzavano dati migliori non poterono confermare le risultanze di quegli studi.
Uno studio del 2018 pubblicato sulla rivista Proceedings of the National Academy of Sciences rilevò che "le unità di polizia militarizzate sono schierate più spesso in comunità con alte percentuali di residenti afroamericani, anche dopo aver controllato i tassi locali di criminalità". Lo studio constatò pure che "l'impiego di polizia militarizzata non riesce ad aumentare la sicurezza degli agenti o a ridurre la criminalità locale".

## Cultura di massa
Il videogioco del 2015 Battlefield Hardline raffigura una polizia militarizzata intenta a contrastare dei criminali; entrambi i contendenti brandiscono armi da guerra, tra cui fucili, mitragliatrici e lanciagranate. Lo sviluppatore è stato criticato per l'insistenza su "fantasy" che non gli ha impedito di ricreare meticolosamente zone di Los Angeles ed ispirare vagamente i delitti del gioco a fatti criminosi del mondo reale.
Il documentario Peace Officer, che tratta la militarizzazione della polizia negli USA, nel 2015 vinse il premio Documentary Feature Competition Grand Jury al South by Southwest Film Festival.
Il documentario Do Not Resist di Craig Atkinson critica a sua volta il fenomeno della militarizzazione della polizia, quale esemplificata dai corsi professionali tenuti dall'ufficiale militare in congedo Dave Grossman, che dice agli agenti di polizia, "Voi siete uomini e donne di violenza." Il filmato vinse il premio "Best Documentary Feature" al Tribeca Film Festival.